# Guipry
Guipry est une ancienne commune française située dans le département d'Ille-et-Vilaine, en région Bretagne. Elle a fusionné le 1er janvier 2016 avec Messac pour former la commune de Guipry-Messac.
Ses habitants, qui étaient 3744 en 2013, sont appelés les Guipryens et les Guipryennes.

## Géographie

### Situation
Guipry se situe au nord de Redon sur la rive droite de la Vilaine. Elle fait face à la ville de Messac située sur la rive gauche. 

Les deux bourgs sont reliés par les ports de Guipry et de Messac.
| Lohéac          | Guignen | Saint-Malo-de-Phily |
| Pipriac Lieuron | Guipry  | Messac              |
| Saint-Ganton    | Langon  | Messac              |

### Superficie
Avec ses 50,35 km2, Guipry est la quinzième plus grande commune du département. Juste derrière Rennes avec 50,39 km2, et devant Plélan-le-Grand avec 49,74 km2.

### Relief et hydrographie
La Vilaine qui borde le territoire a été un important moyen de communication et une route commerciale qui acheminait des marchandises. Aujourd'hui, le port de Guipry est resté actif par le tourisme fluvial.

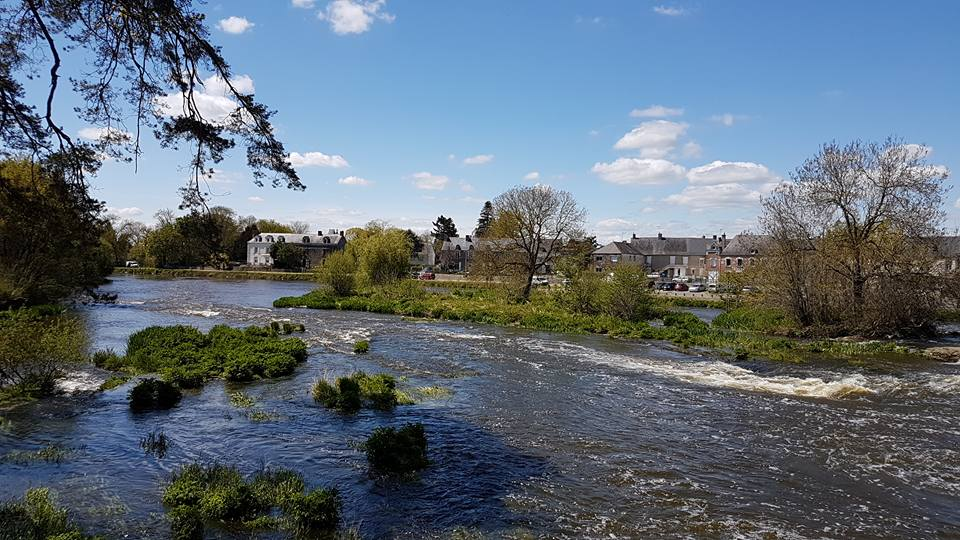
La Vilaine à Guipry.
Le café du port à Guipry.
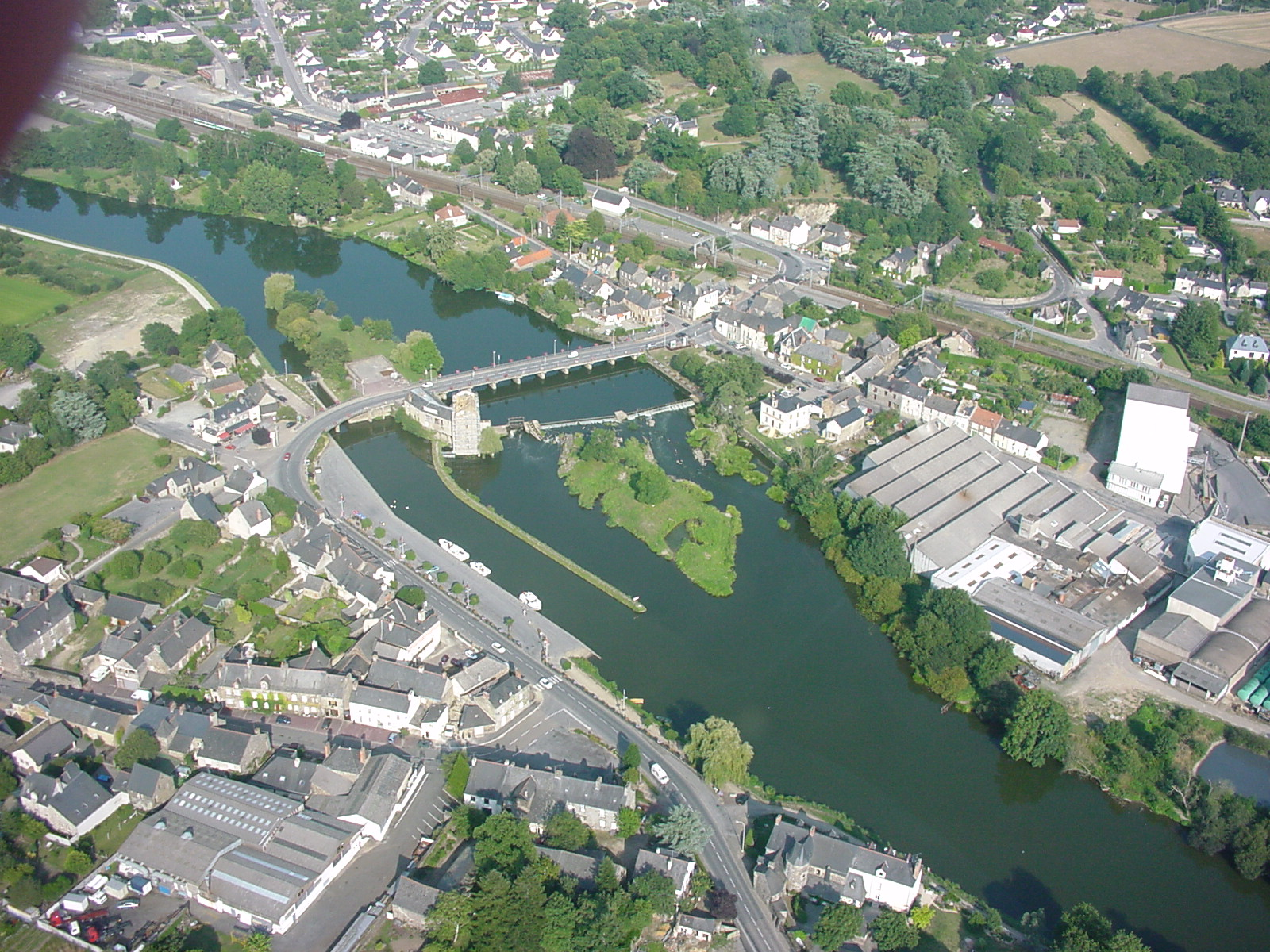
Le port entre Guipry et Messac en 2004 (vu d'hélicoptère).

#### Des inondations graves et fréquentes
Le risque d'inondation est élevé à Guipry et Messac. Les crues de la Vilaine provoquent des inondations fréquentes à Guipry et Messac : mesurés à l'écluse de Guipry, la crue des 27 et 28 janvier 2025 (une inondation s'était déjà produite 15 jours auparavant) a atteint un pic de crue record à 3,81 m (plus de 300 personnes ont dû être évacuées, 346 maisons inondées, le pont reliant Guipry et Messac submergé, le trafic ferroviaire interrompu pendant plusieurs jours), effaçant la marque de celle du 6 janvier 2001 qui était à 3,58 m, celle du 23 janvier 1995 (3,41 m) et du 22 décembre 2019 (2,55 m) ; en remontant plus loin dans le temps, nombreuses furent aussi les inondations, par exemple en 1772 de graves inondations détruisirent le pont reliant Guipry et Messac et pendant l'hiver 1790-1791 l'écluse de Mâlon, qui venait d'être construite, fut détruite par une inondation ; celles du 2 décembre 1910 et des 3 et 4 janvier 1936 ont aussi été très importantes.

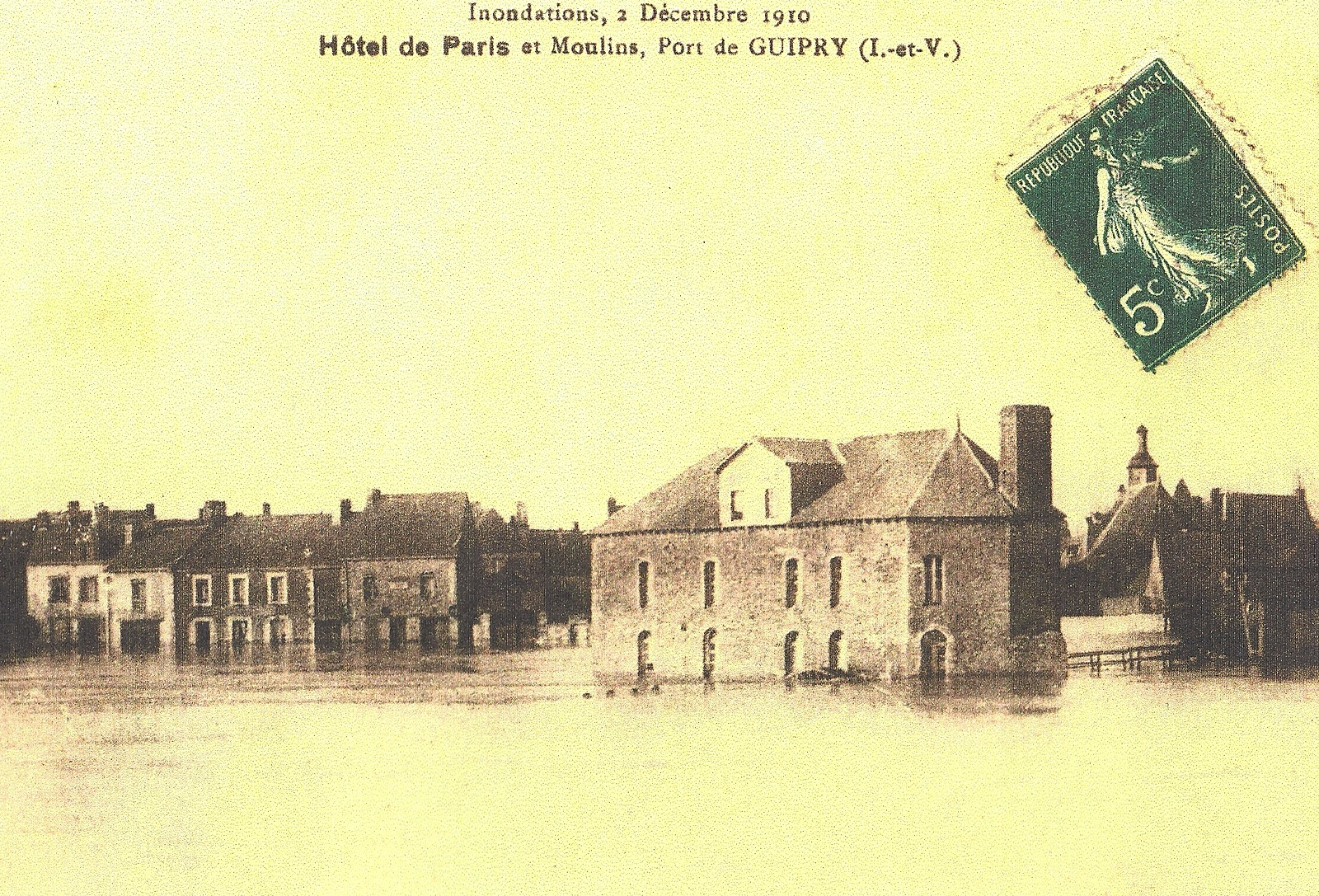
Guipry ː les inondations du 2 décembre 1910 (carte postale).
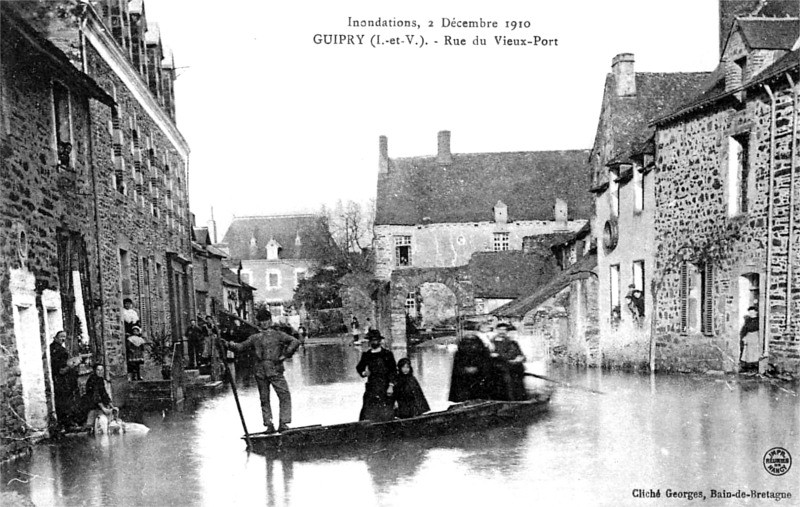
Guipry ː la Rue du Vieux-Port lors des inondations du 2 décembre 1910 (carte postale).

### Transports

#### Réseau routier
En ce qui a trait aux transports routiers, la ville est traversée par :
- la RD 772 (ancienne Route nationale 772 déclassée) vers Ploërmel, Guer, Maure-de-Bretagne, Bain-de-Bretagne et Châteaubriant
- la RD 777 (ancienne Route nationale 777 déclassée) vers La Gacilly, Pipriac, Sixt-sur-Aff, Janzé et Vitré

La ville est également desservie par une route structurante en cours de mise à 2×2 voies :
- la RD 177 vers Rennes, Guichen et Redon

#### Réseau ferroviaire

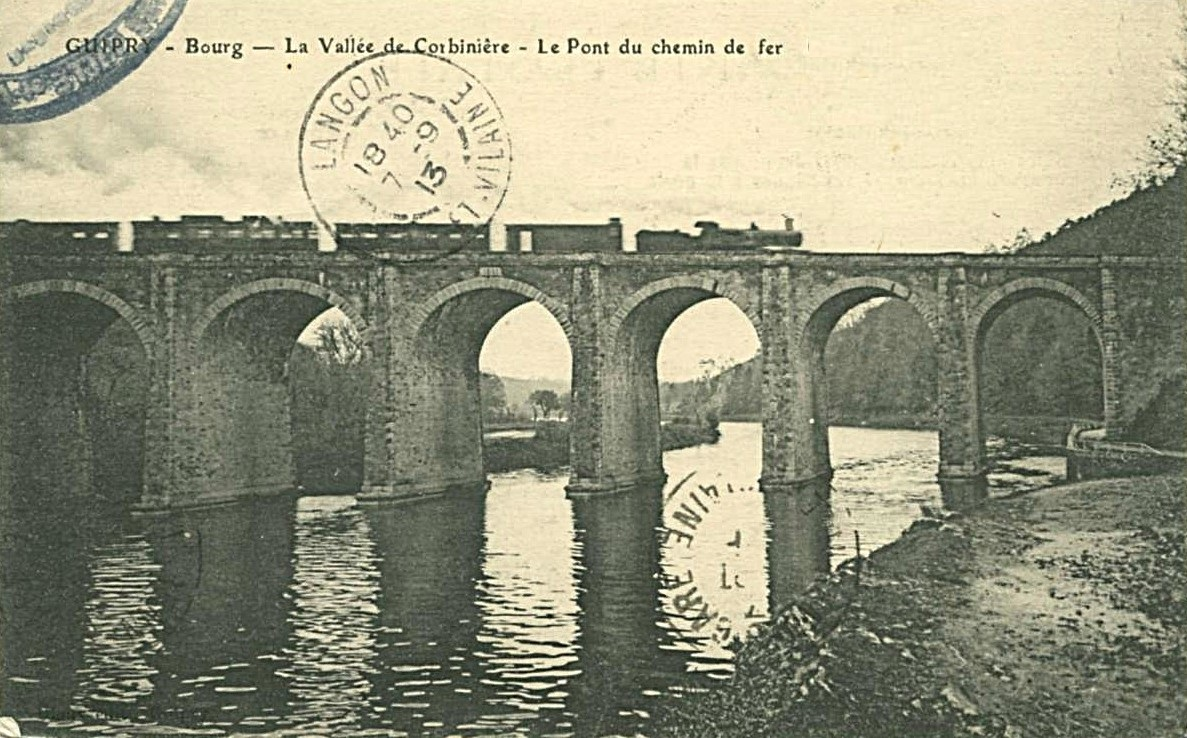
Guipry ː le viaduc ferroviaire de la Corbinière (ligne de Rennes à Redon) sur la Vilaine au début du XXe siècle (carte postale).

La gare de Messac - Guipry, la ville est, sur la ligne de Rennes à Redon à équidistance des gares de Rennes et Redon.
Cette dernière met la ville de Guipry à seulement 20 minutes des deux villes.
Guipry est desservie par des trains TER Bretagne circulant sur les lignes no 04 Rennes - Nantes, no 08 Rennes - Messac-Guipry et no 15 Rennes - Redon.

#### Réseau fluvial
Le trafic marchandises a cessé depuis la décennie 1970. Le port de plaisance de Guipry-Messac, avec une capacité de 90 emplacements, a été créé en 1979 ; il a été agrandi en 1991 et a désormais une capacité de 166 emplacements et est géré par le réseau "Le boat".

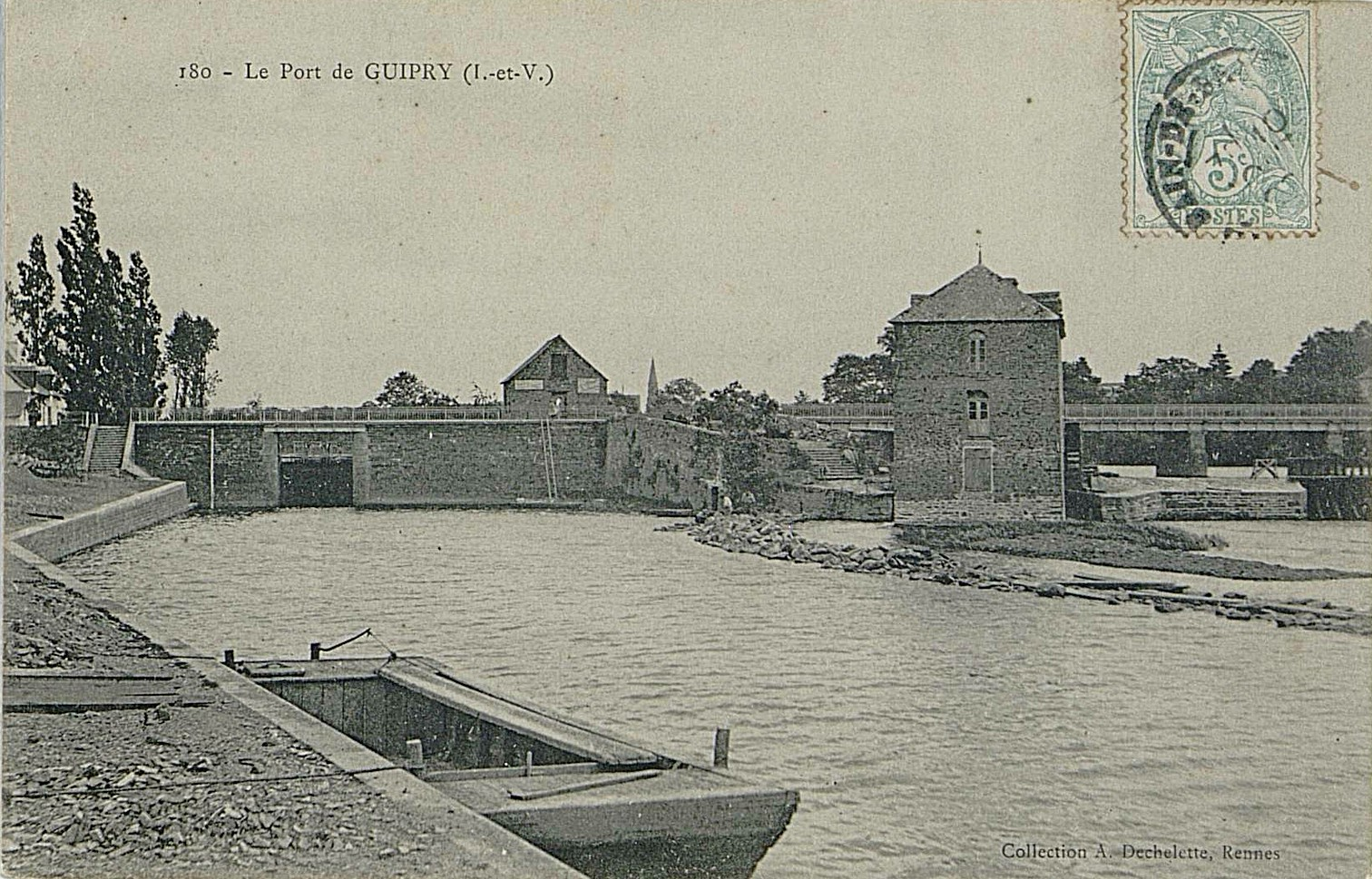
Le port de Guipry au début du XXe siècle (carte postale Dechelette).
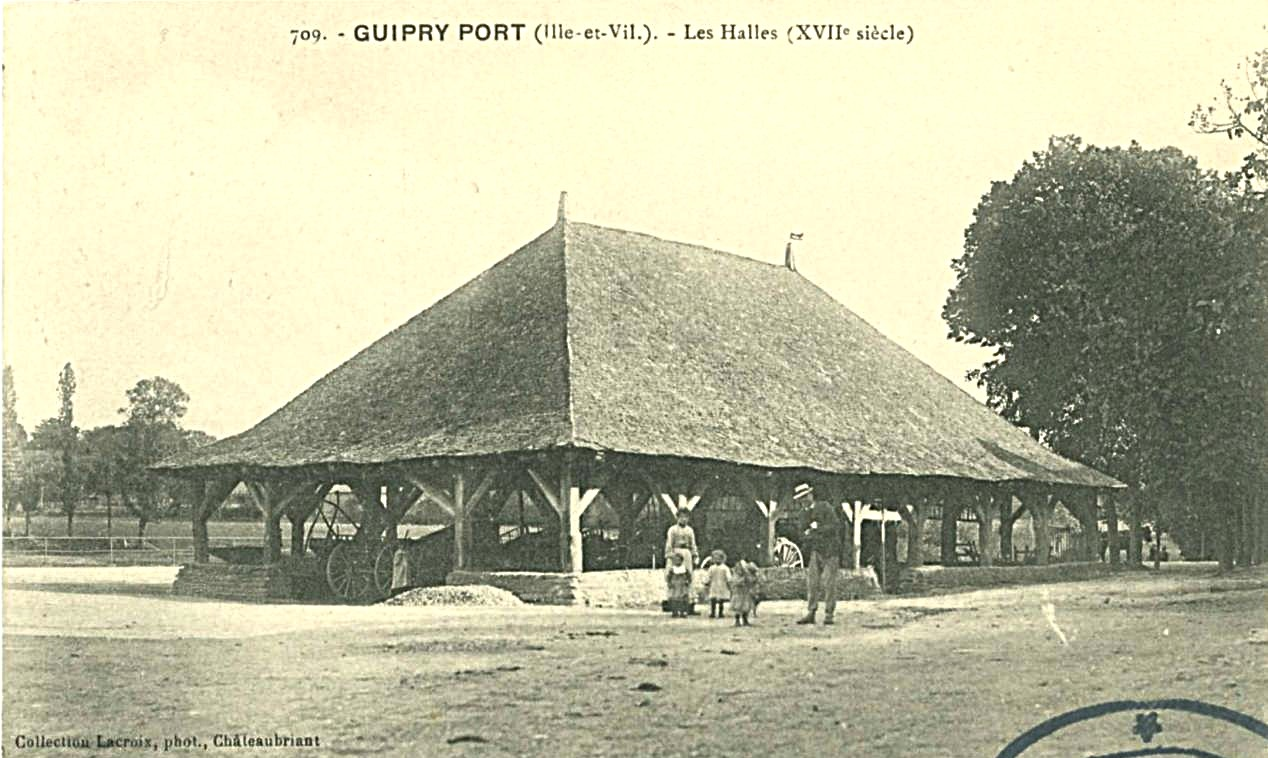
Guipry ː les halles du port, construites au XVIIe siècle, au début du XXe siècle (carte postale Lacroix).
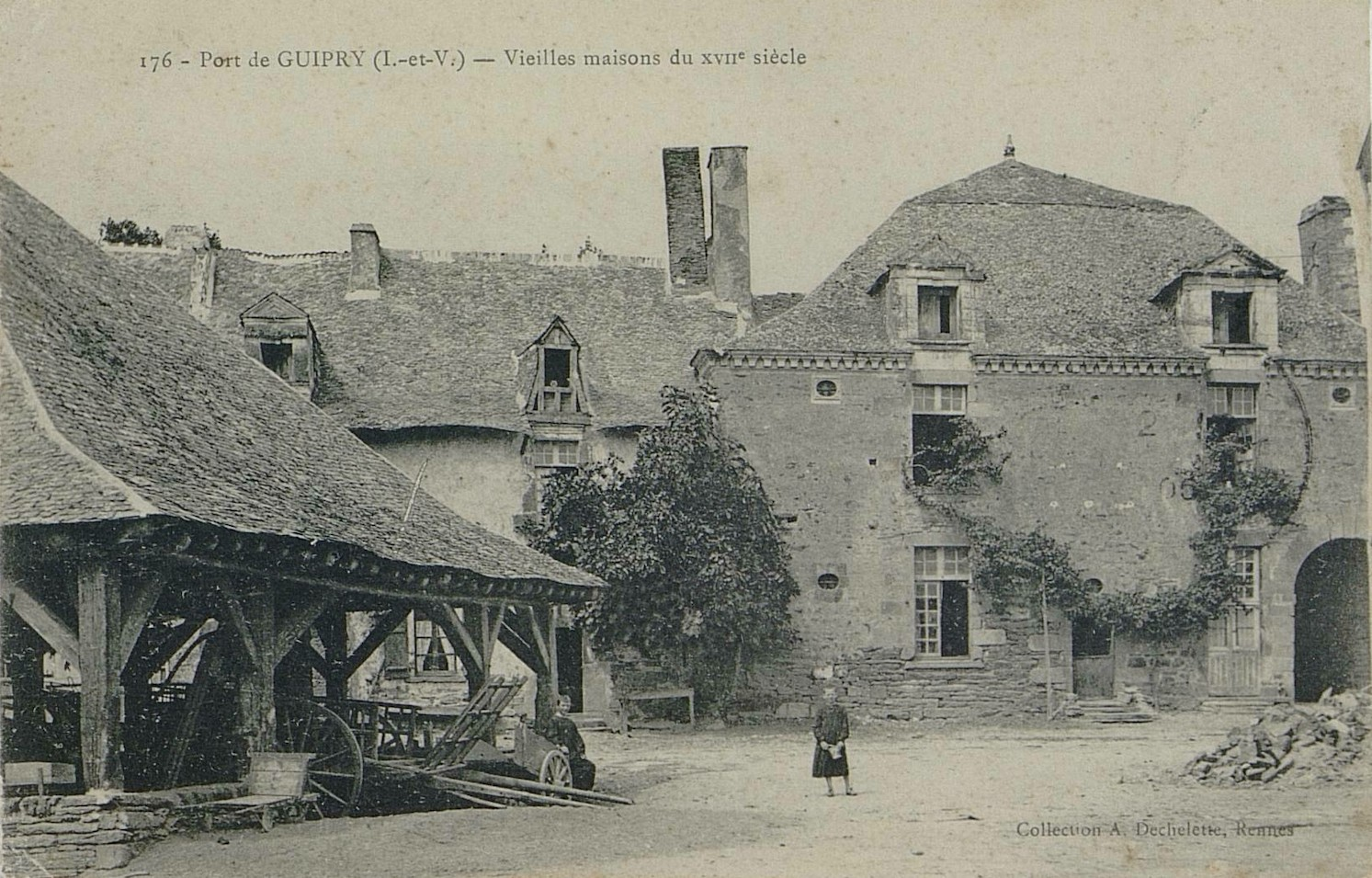
Port de Guipry ː halles et vieilles maisons du XVIIe siècle (ancienne caserne des douaniers) [carte postale Dechelette].
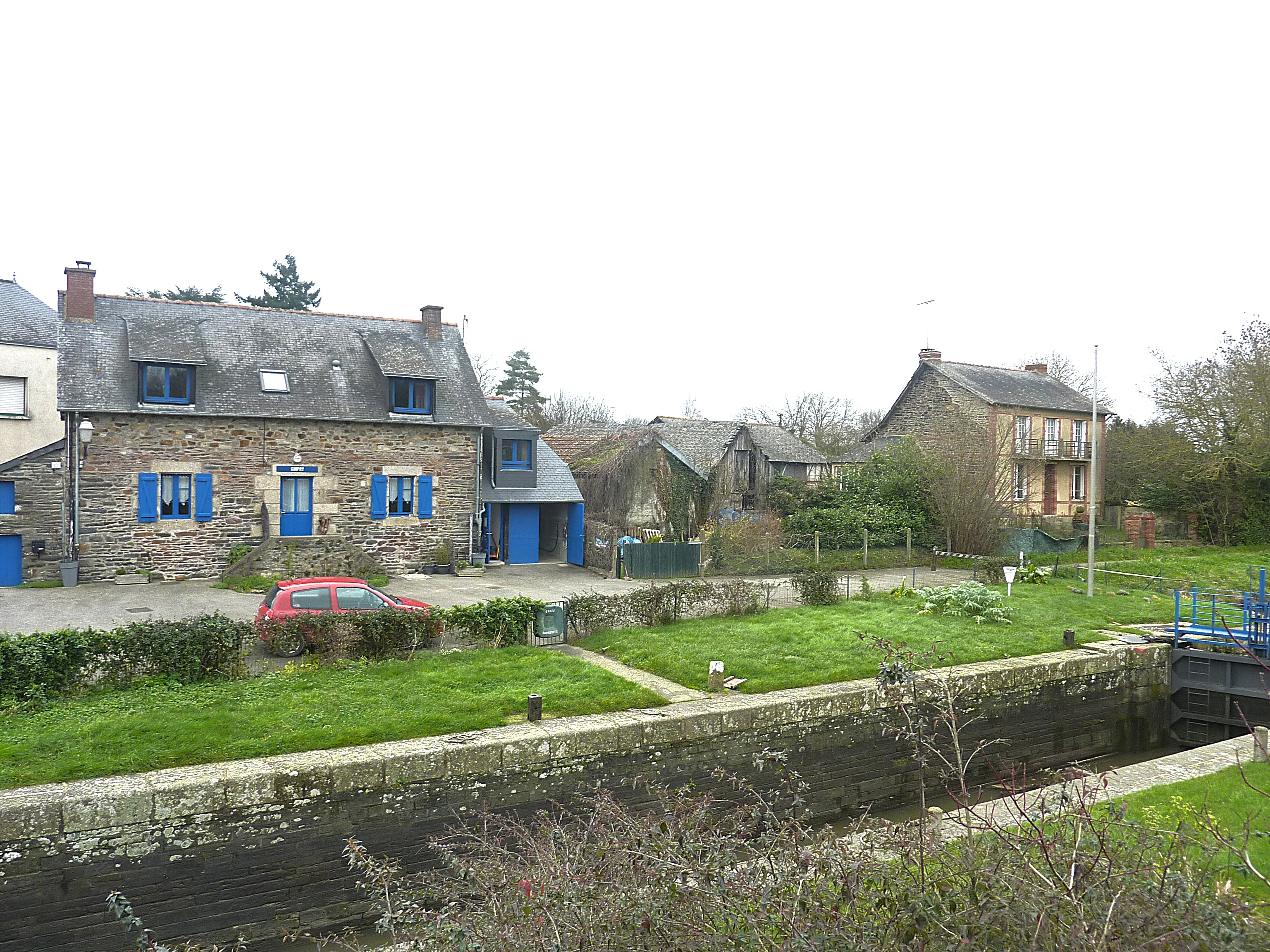
L'écluse de Guipry sur la Vilaine en 2016.
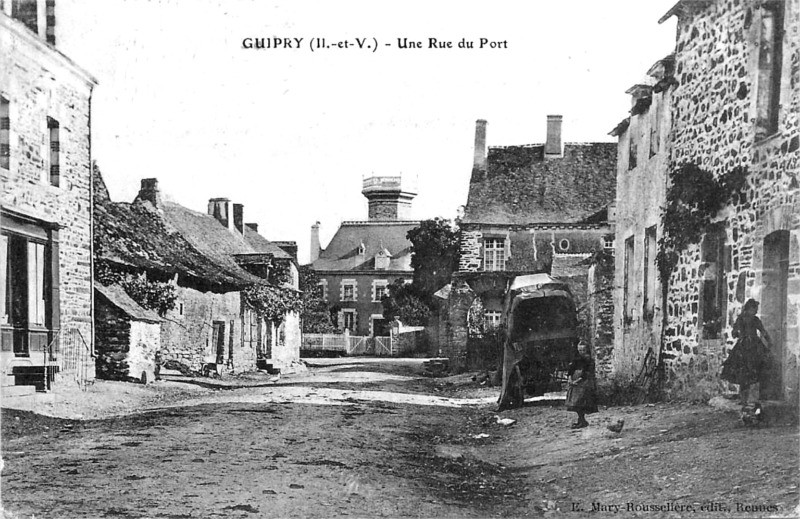
Port de Guipry ː la Rue des Gabelous au début du XXe siècle (carte postale).
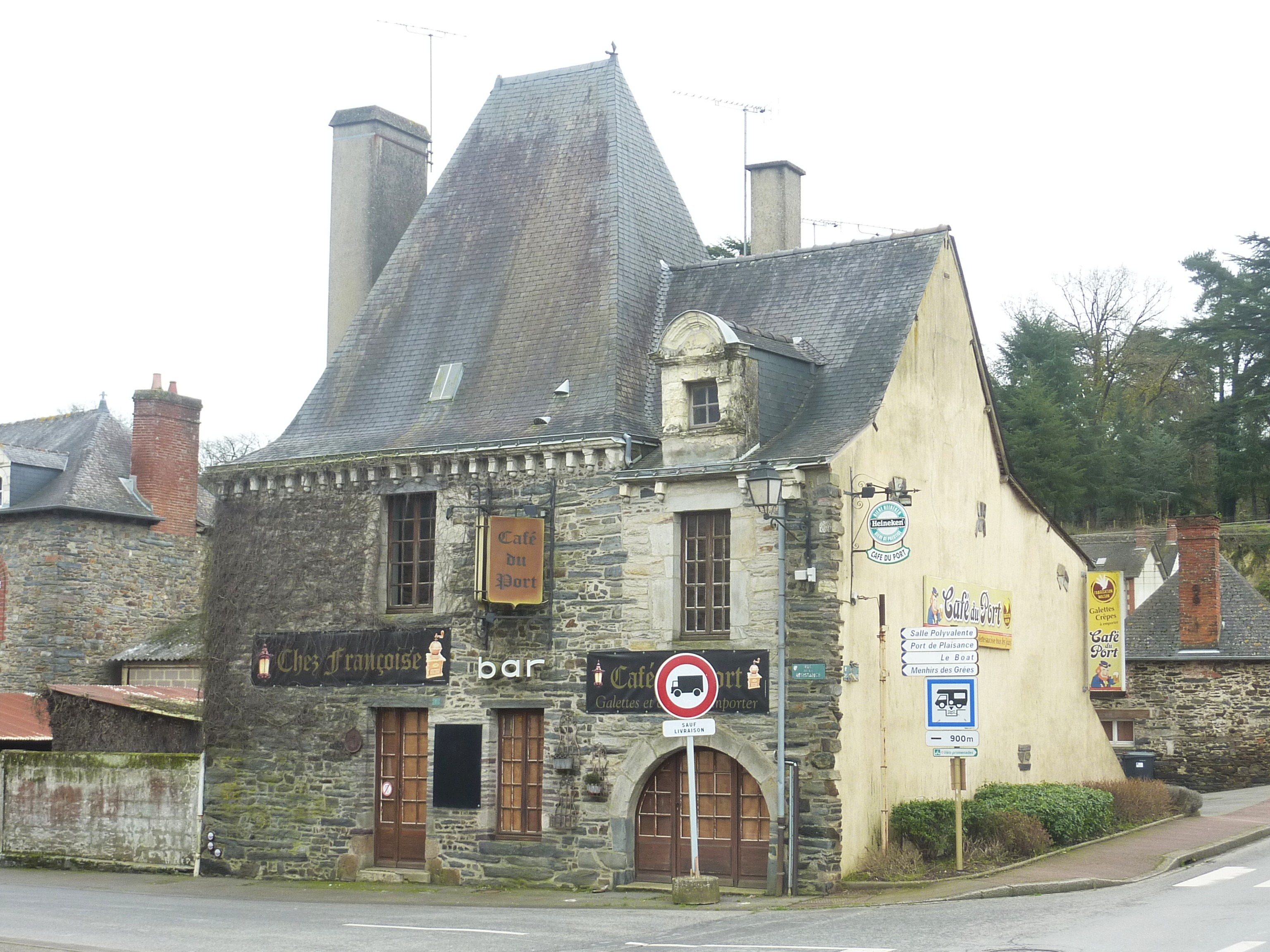
Guipry-Messac ː le Café du Port en 2016.

### Paysages et habitat
Guipry présente un paysage agraire traditionnel de bocage avec un habitat dispersé formé de nombreux écarts formés de hameaux et fermes isolées.
Le Bois de Baron, au sud de la commune, est le principal espace boisé.

## Toponymie
Guipry est mentionné pour la première fois au VIIe siècle sous les formes Wicbry vers 710, Uuiperiaca [Vicaria] en 834 dans le cartulaire de l'Abbaye Saint-Maur de Glanfeuil à Saint-Maur-sur-Loire, aujourd'hui Le Thoureil, Wipperica [Vicaria] en 843, Guicbri en 913, Guipri en 1101, Guipreio en 1163, Guipre en 1330, Guipri en 1351, Guibry au XVIe siècle.
D'après les formes les plus anciennes, le premier élément Gui- représenterait le vieux breton guic, noté également gwik (prononcé [gwik]) qui signifie « bourg », voire « agglomération ». Il est lui-même issu du latin vicus de même sens. Le second élément -bri est peut-être un nom de personne breton, ce qui confèrerait à Guicbri la signification suivante : « le bourg (le vicus) de Bri (du nommé Bri) ».
 Cette hypothèse est renforcée par la présence de plusieurs colonies ou paroisses bretonnes qui s'étaient fixées à l'ouest de la Vilaine. Ces colons, vraisemblablement d'origine domnonéenne avaient pour nom : Anast (Maure-de-Bretagne; Plebs Anast en 832, Anast en 867 - 871, Ec. de Maura en 1152), Winnon (> Guignen; Vicaria Winnona en 843, Guinnon en 1108) ou encore Bri (> Guipry).
La ville est aussi appelée Gwipri en breton, et Gipri en gallo.

## Histoire

### Préhistoire
Plusieurs alignements et menhirs dressés sur le territoire de la commune attestent d'une présence humaine dès le Néolithique. Certains sites, désormais complètement disparus, ont ainsi fait l'objet de descriptions assez précises au XIXe siècle : alignement de sept menhirs à Mâlon-Fougères, menhir du Petit-Laval, ensemble mégalithique du Rocher de la Coudrais. Aujourd’hui, il ne subsiste plus qu'un  seul menhir de l'alignement de la Beaucelaie et que sept blocs épars de celui de la Chevallerie.

### Antiquité
125 monnaies attribuées aux Coriosolites ont été trouvées en 1907 à Guipry, d'autres l'ayant été dans la commune voisine de La Noë-Blanche en 1853.

### Moyen-Âge
Guipry est probablement une ancienne paroisse de l'Armorique primitive, qui aurait aussi englobé Lohéac, Lieuron et Saint-Malo-de-Phily.
La paroisse de Guipry fut donnée vers 919 par Gourmaëlon de Bretagne, comte de Cornouaille, à Catuiant, abbé de Saint-Sauveur de Redon.
Selon Amédée Guillotin de Corson, il est probable que Guipry ait eu deux paroisses originelles : la paroisse Notre-Dame, dépendant de l'abbaye Saint-Sauveur de Redon et donc de l'évêché  de Vannes, et la paroisse Saint-Pierre, faisant partie de l'évêché de Saint-Malo.
Le site de Baron est une motte féodale. Située désormais en pleine forêt, cette butte de terre était le socle d'une forteresse en bois ayant servi au début du Moyen Âge. Il permettait de surveiller le passage fluvial et ainsi de prévenir un éventuel danger. Elle fut détruite par les Anglais en 1345.
En 1163 Pierre de Lohéac et son épouse, Havoise, donnèrent à Bernard, premier abbé de Saint-Jacques-de-Montfort, une partie des dîmes de la vallée Gléen, et le Château Blanc (cette ancienne forteresse, située route de Saint-Malo-de-Phily, fut prise par les Anglais en 1350 et détruite durant la Guerre de Succession de Bretagne, ce qui explique que cette abbaye disposait d'un auditoire dans le bourg de Guipry où elle exerçait sa juridiction), qui avait appartenu aux seigneurs du Plessis-Anger, mais avait été ruiné par les guerres (des descendants firent construire vers 1300 un nouveau château du Plessis-Anger dans la paroisse de Lieuron, mais Jean 1er du Plessis-Anger, né vers 1378 dans le château familial de Lieuron et décédé le 4 juin 1436, fut inhumé dans l'église paroissiale de Guipry, de même que son épouse Marie Couppu, dame de Liniac).
Jean-Baptiste Ogée cité comme maisons nobles à Guipry en 1300 le manoir de Kerefic (à Guillaume d'Eslanchingant) et en 1400 le prieuré de Chantevennes (il dépendait de l'abbaye de Paimpont), la trève de la Munagon, la Melatiere (à Pierre de Beaulon) ; la Porterais (aux seigneurs du Plessis-Angers) ; la Rivière (à Jean l'Evéque) ; la Chevalleraye (à Eon l'Evêque) ; le Guerne (à Jeanne Hastelou) ; la Provotière (à Jean Moraud) ; la Rembaudière (à Pierre de la Rembaudière) ; Gnumillac (à Robert de Trégune); l' Ausauvelaye (à Patri de Lassi) ; la Bissaye (à Jean de la Bissaye).

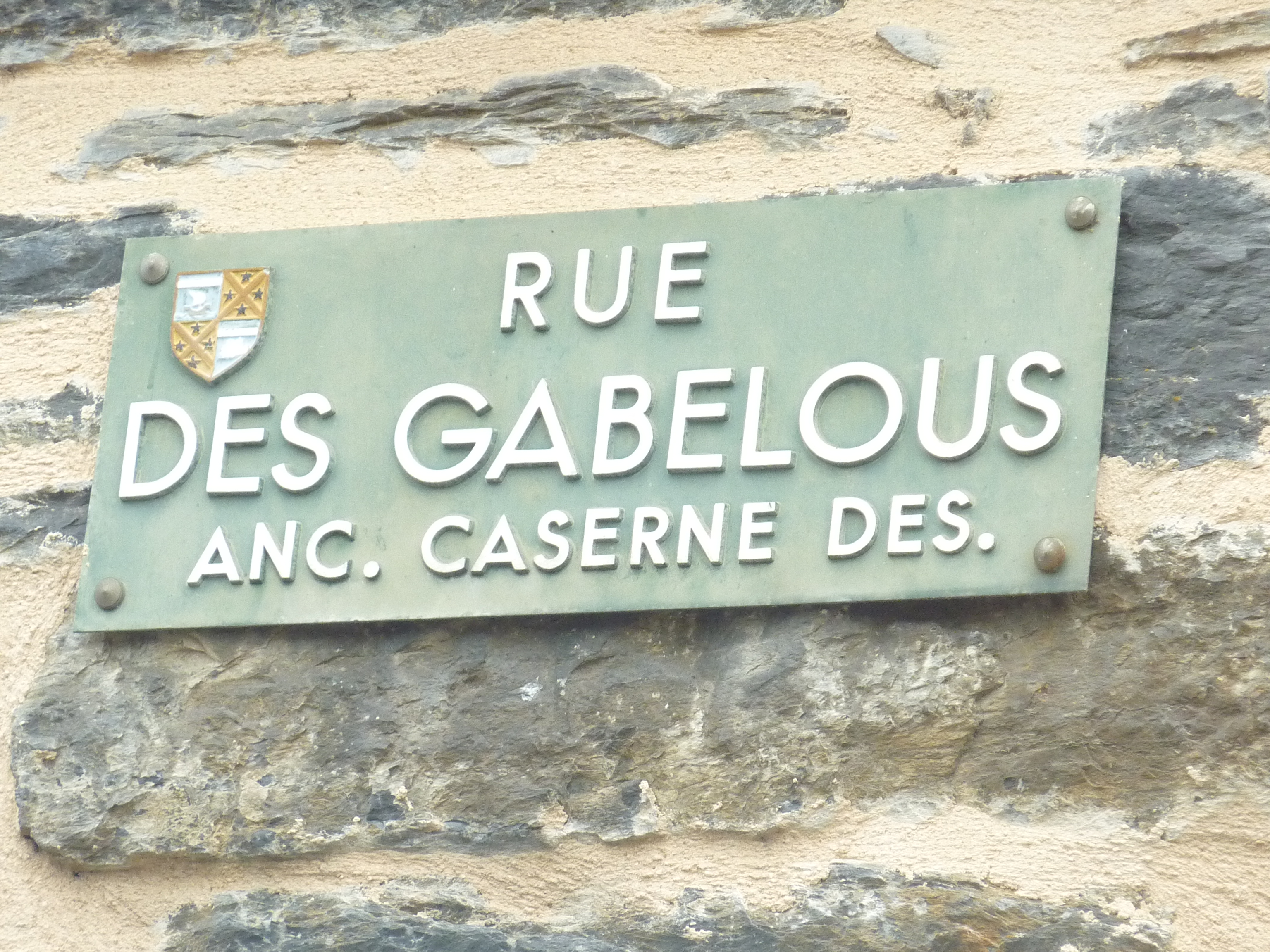
La plaque de rue de la Rue des Gabelous (ancienne caserne des Gabelous).

Au Moyen-Âge, les ports de Guipry et Messac connaissaient un trafic important, car ce double port était le terminus de la navigation (les bateaux étaient tirés par des hâleurs) sur la Vilaine et les marchandises venant de l'aval, notamment à destination de Rennes, y étaient déchargées pour être acheminées ensuite par voie terrestre ; le commerce du sel, venant principalement des marais salants de Guérande, était déchargé sur place et emmagasiné dans les salorges des négociants locaux. Il est ensuite vendu à des marchands de sel (sauniers), qui le distribuent aux habitants de la région, ou acheminé, sous contrôle, sur les greniers à sel des provinces limitrophes de la Bretagne (Anjou et Maine), où se pratiquait la gabelle (la Bretagne en était exempte), la contrebande effectuée par les faux-sauniers étant également importante ; une caserne de Gabelous existait au port de Guipry ; des toponymes comme Le Sel-de-Bretagne et Saulnières gardent le souvenir de ce "chemin des Saulniers" partant de Guipry et Messac en direction de ces deux provinces.

### Temps modernes
La vicomté du Bouëxic, qui possédait plusieurs fiefs en Guipry et y exerçait la haute justice, appartint pendant plus de cinq siècles à la famille Becdelièvre (Pierre Becdelièvre est seigneur du Bouëxic en 1363 ; des lettres patentes de Louis XIII créèrent la vicomté, accordée à Jean Becdelièvre, en  1637) et Joseph-Augustin du Bouëxic, seigneur de Pinieux, décédé en 1799, fut le dernier vicomte du Bouëxic.
Une léproserie existait très probablement à Guipry comme le suggère une rente payée à l'évêque de Saint-Malo jusqu'en 1636 par la "tenue de la Maladrerie", l'existence dans la paroisse d'une "croix de la Maladrerie" et d'une chapelle Sainte-Madeleine située à proximité, mentionnée en 1475, et d'un "Ruisseau de la Maladrerie".
Plusieurs chapelles existaient alors : la chapelle Notre-Dame se trouvait dans le cimetière (disparue car ruinée vers 1760), la chapelle Saint-Roch à la Chevalerais ( construite en 1641), la chapelle Notre-Dame-du-Bon-Port (construite au port en 1644 par Jean le marchand, seigneur de Tréguilly, qui promit à la Vierge de lui construire une chapelle si elle protégeait ses salorges menacées par une crue de la Vilaine), la chapelle Sainte-Madeleine, devenue une chapelle frairienne, la chapelle Saint-Michel, la chapelle Saint-Barthélémy et la chapelle de Malon (toutes les trois disparues).

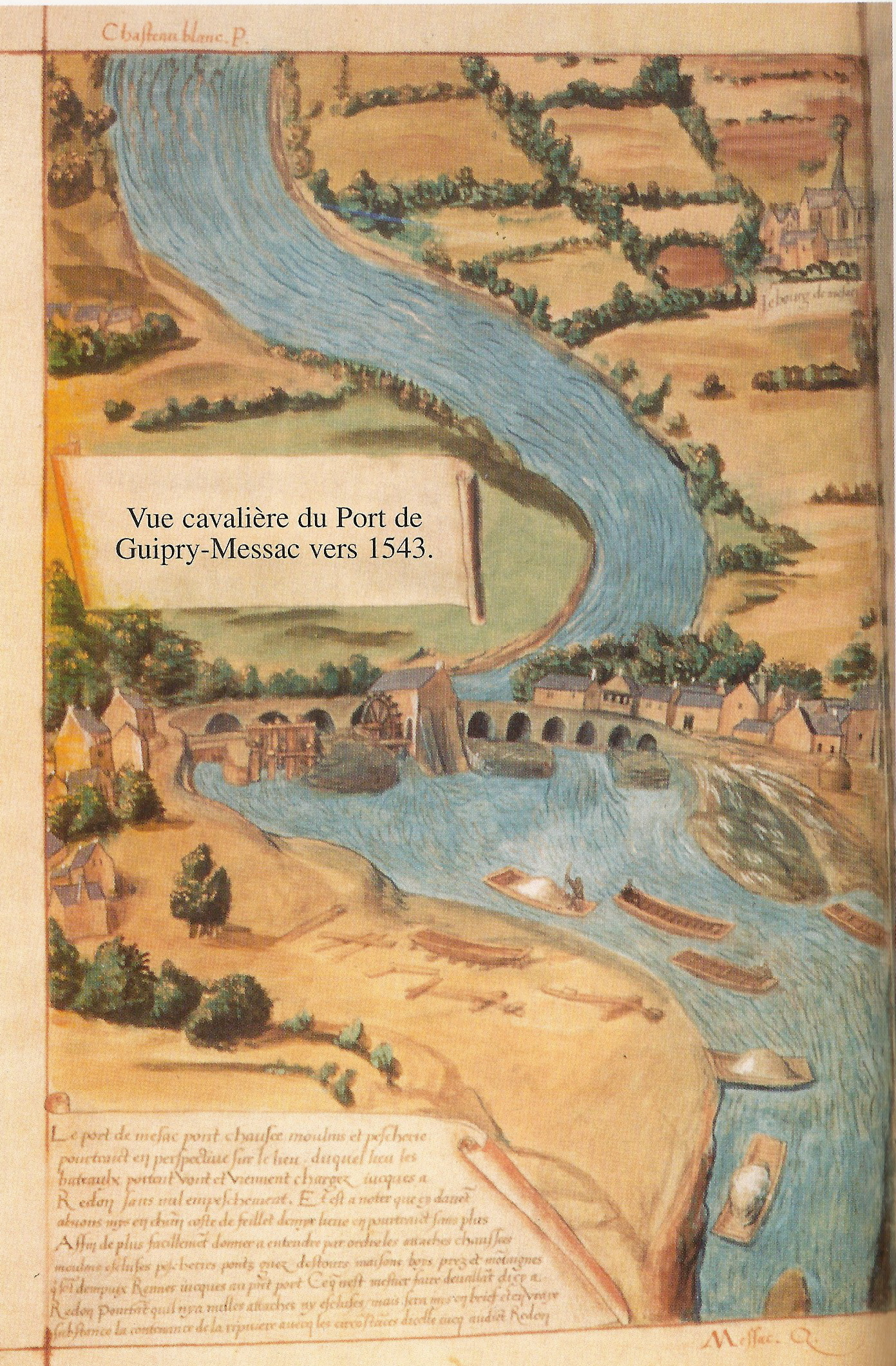
Port de Guipry en 1543.

La construction au XVIe siècle d'écluses en amont de Guipry et Messac, permettant désormais aux bateaux de remonter la Vilaine jusqu'à Rennes entraîna un déclin des ports de ces deux localités, qui s'aggrava à la fin du XVIIIe siècle, les États de Bretagne engageant en 1784 d'importants travaux effectués par le régiment de Penthièvre (reconstruction de l'écluse du port, construction d'un canal d'accès à cette écluse, construction de l'écluse de Mâcon, aménagement du chemin de halage au niveau de la Corbinière).
Selon Adolphe Orain les seigneurs de Guipry obligeaient les marchands venant du port par voie d'eau à s'arrêter à l'île Besnard et de crier par trois fois « À la coutume ! » sous peine de 60 sols un denier d'amende, afin de permettre aux agents de venir leur réclamer les impôts appelés "coutume" ; ils étaient en outre obligés d'aborder du côté de Guipry, avant d'aller sur l'autre rive, côté Messac.
Le château des Champs fut habité pendant longtemps au XVIIIe siècle par Gabrielle-Judith Picquet, épouse, puis veuve de Jean-Baptiste de Rosnyvinen, marquise de Piré, baronne de Lohéac, comtesse de Maure, qui était surnommée par les habitants du pays la « mère des pauvres ».

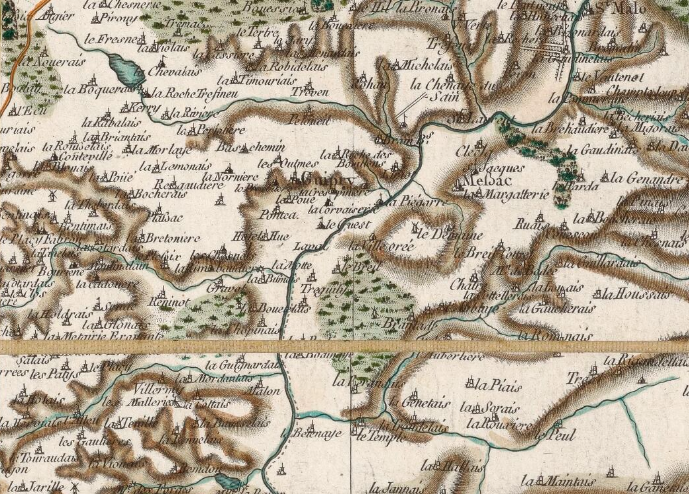
Carte de Cassini des paroisses de Guipry et Messac (1786).

Jean-Baptiste Ogée décrit ainsi Guipry en 1778 :

« Guipri, à 20 lieues au Sud-Sud-Est de Saint-Malo, son évêché ; à 7 lieues et demie de Rennes, son ressort ; et à lieues trois quarts de Plélan, sa subdélégation. Cette paroisse, dont la cure est à l'alternative, compte 2 600 communiants. Il s'y exerce deux hautes justices, dont l'une est nommée le Boessic [Bouëxic], et une moyenne. Il s'y tient trois marchés par semaine : le plus considérable est celui du jeudi. Son territoire, qui est fort étendu, forme une plaine, à quelques coteaux près ; il est fertile en froment et seigle ; on y trouve quelques prairies le long de la rivière de Vilaine, et beaucoup de landes qui servent de pâturages aux bestiaux, mais qui seraient plus utilement employés si elles étaient cultivées. »

### Révolution française
L'assemblée électorale des paroissiens de Guipry, préparatoire aux États généraux  de 1789 se tint le 5 avril 1789 sous la présidence de Joseph-Marie Hunault, procureur fiscal de la juridiction de la baronnie de Lohéac, en présence de 30 paroissiens (dont un marchand originaire de Nantes, Joachim-Marie Arnous du Grandclos et Julien-Joseph Gourhand, notaire et procureur fiscal de plusieurs juridictions) ; Pierre Colin et François Vallais, ce dernier laboureur au village de la Melattière, furent choisis comme députés pour représenter la paroisse à l'assemblée du tiers-état de la sénéchaussée ; un cahier de doléances fut rédigé.
Le 25 janvier 1790 François Vallais, accompagné de cinq autres personnes, se présenta au château de la Driennais (en Saint-Malo-de-Phily) pour exiger la renonciation du seigneur, M. de la Bouëxic, à ses droits féodaux et participa deux jours plus tard au pillage du château et à l'incendie de ses archives ; il fit de même au château de la Molière (en Saint-Senoux) dont le propriétaire était M. du Fonchais.
Le 1er vendémiaire en III (22 septembre 1794) André Valleray à la tête d'une troupe de révolutionnaires locaux, arrêta dans le village de la Bimais deux prêtres réfractaires, Barthélémy Robert, vicaire à Guipry, et Jean-Mathurin Gortais, ainsi que la veuve Maubec et une de ses filles, qui leur donnaient asile, puis ils pillèrent l'église paroissiale. Après avoir été molestés, ils furent conduits, en compagnie d'autres prêtres arrêtés, à Rennes, où ils furent condamnés à mort et exécutés, en même temps que Mathurin Le Roux, vicaire à Saint-Malo-de-Phily.
La population de la commune est favorable aux changements apportés par la Révolution française, surtout après la fin de la Terreur. La principale fête révolutionnaire est celle célébrant l’anniversaire de l’exécution de Louis XVI, accompagnée d’un serment de haine à la royauté et à l’anarchie, fêtée à partir de 1795.
Le journal "Le Citoyen français" écrit le 13 mai 1800 que des Chouans se sont cantonnés à Guichen, à Lohéac, à Guipry, par bandes de trios à quatre cents (..) ; ils sont venus jusqu'aux portes de Rennes, voler les bureaux des droits de passe.Le 27 prairial an IX le tribunal spécial d'Ille-et-Vilaine condamnation à mort 4 personnes dont trois de Guipry (Joseph Orioux, couvreur, et Julien Guillard, 22 ans, demeurant tous les deux à la Robedelais et Julien Moison, laboureur, 23 ans, demeurant à la Rivière) pour avoir dans la nuit du 28 au 29 germinal attaqué à main armée, blessé à mort et volé le citoyen Hunault, receveur des droits de l'enregistrement à Lohéac ; ils furent exécutés le lendemain.

### LeXIXesiècle
Un nouveau pont (à péage jusqu'en 1860) permettent le franchissement de la Vilaine, remplaçant celui en bois détruit par l'inondation de 1772, est mis en service en 1837 et la ligne de chemin de fer entre Rennes et Redon en 1862.

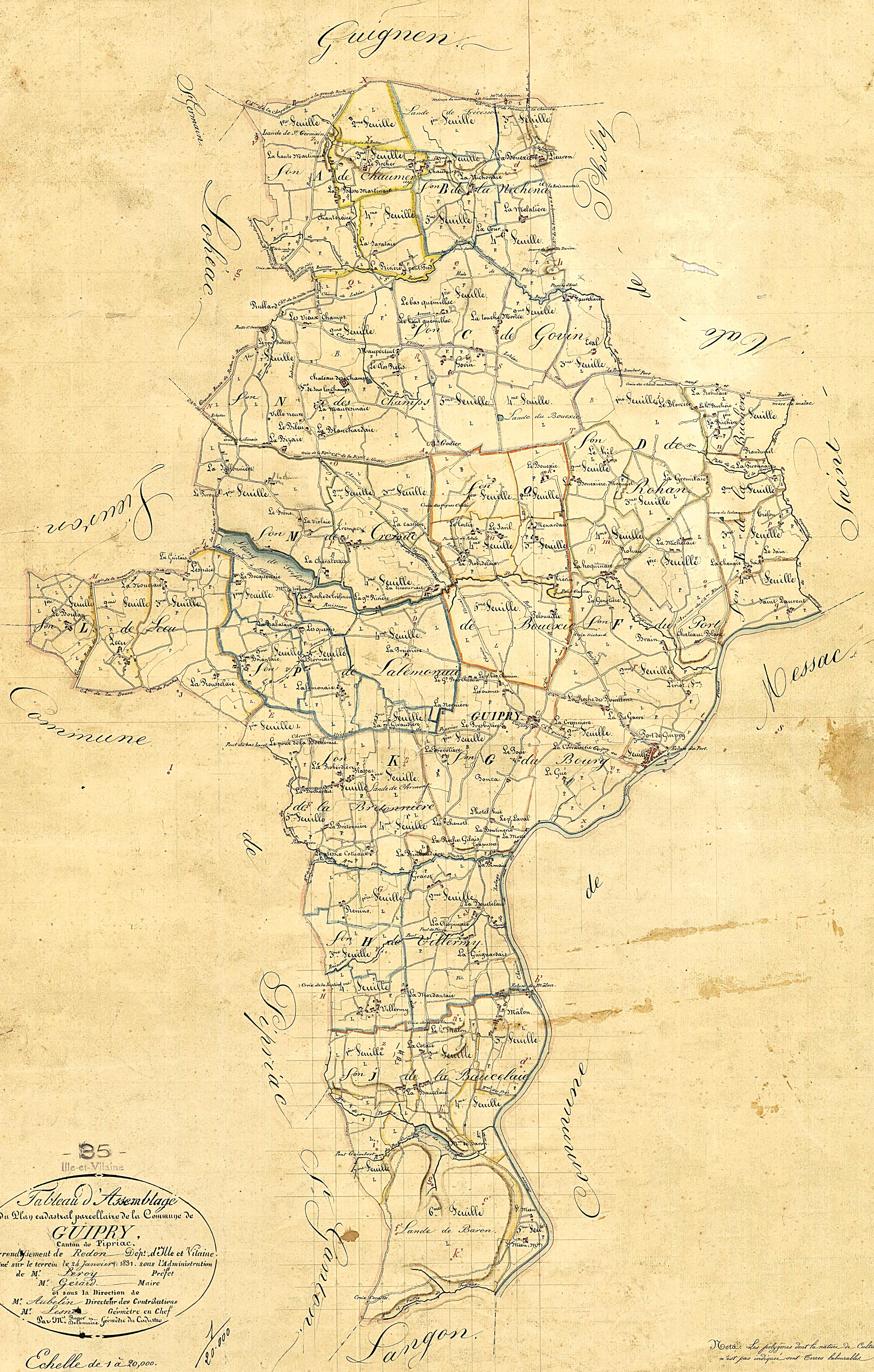
Guipry ː cadastre napoléonien, tableau d'assemblage (1831).

A. Marteville et P. Varin, continuateurs d'Ogée, décrivent ainsi Guipry en 1843 :

« Guipry (sous l'invocation de saint Pierre) : commune formée de l'ancienne paroisse de ce nom ; aujourd'hui succursale. (..) Principaux villages : la Haute et la Basse-Martinais, Chaumeray, la Bouexiere-Lieuron, la Touche-Morice, la Buchère, la Chenaie-du-Sain, Brain, le port de Guipry, la Bouetelais, Mâlon, la Baucelais, Villermy, Reuino, la Bretonnière, Plassac, Lalemonaie, la Briantais, l'Ecu, le Boulay, la Noueraie, la Sablonnière, la Mauvesinaie, les Vieux-Champs, Govin, Trémac. Maisons remarquables : le château des Champs, Quémillac, le Bouexic, la Provotière, le Rocher. Superficie totale 5 148 hectares 15 ares, dont (..) terres labourables 2 063 ha, prés et pâturages 642 ha, bois 159 ha, vergers et jardins 68 ha, landes et incultes 1 966 ha, étangs 32 ha (..). Moulins : 5 (de Tréfineu, du Port de Guipry, de Baron, à eau ; de Trécesson, ancien de Trécesson, à vent. Guipry est le point où la Vilaine cesse pour ainsi dire d'être canalisée. C'est du moins le point où se sont arrêtés les premiers travaux de canalisation exécutés sur cette rivière. Le bourg et le port de Guipry sont deux agglomérations distinctes : le premier est sur un coteau, à environ 1 500 mètres à l'ouest du second, qui est sur la Vilaine. Autrefois on passait la rivière sur un bac ; un fort beau pont y a été récemment élevé. C'est sur ce pont que la nouvelle route départementale n° 12, dite de Vitré à Redon, traverse la Vilaine, un peu au-dessous de l'écluse de Guipry. Cette localité fait un assez grand commerce d'entrepôt, commerce que doit encore accroître sa position sur la rivière de Vilaine. Cette commune est limitée en parie, et traversée en deux points ouest, du nord-nord-ouest au sud-sud-est par la route royale n° 177, dite de Caen à Redon. La Vilaine lui sert de limite à l'est-sud-est. Il faut noter en Guipry l'étang de Tréfineu. Il y a foire le 3 mars, le mercredi après la Quasimodo, le mercredi avant la Pentecôte, le mardi après le 8 septembre. Il y a marché le mercredi. Géologie : terrain schisto-argileux. On parle le français [en fait le gallo]. »

L'instituteur Julien Richard, issu de l'École normale de Rennes, est surpris en arrivant à Guipry vers 1850 de trouver les gens  « prévenus contre lui » ; le curé et les vicaires lui disent qu'ils feront ce qu'ils pourront pour lui nuire et favoriser l'école des Frères dans laquelle ils donnent des leçons. Ils lui conseillent même de quitter Guipry.
Dans la campagne guipryenne, se situe le site de Corbinières et ses nombreux chemins de randonnée. Le viaduc de Corbinières, se situe lui sur les communes de Messac et de Langon. Ce viaduc a été réalisé au XIXe siècle lors de la construction de la ligne Rennes - Redon et a la particularité de posséder des arches obliques, pour lui permettre de soutenir un poids énorme.
Le port connaît encore un trafic important vers la fin du XIXe siècle (environ 800 bateaux s'y arrêtent ou y font escale chaque année malgré la concurrence du rail) et la cale du port est aménagée.
Le 26 novembre 1878, la cour d’assises d’Ille-et-Vilaine condamna Théodore Bonault, en religion frère Adolphe, le reconnaissant coupable d’avoir, étant instituteur public, commis, du mois de septembre 1873 au mois d’avril 1876, à Guipry, et ensuite à Pleurtuit, des attentats à la pudeur sur 67 enfants âgés de moins de treize ans, et l’a en conséquence condamné à vingt ans de travaux forcés et à vingt ans de surveillance.
De nombreuses irrégularités auraient été commises par le maire sortant lors des élections municipales du 1er mai 1892.

### LeXXesiècle

#### La Belle Époque
Des épidémies de fièvre typhoïde et de rougeole survinrent à Guipry et Messac en février 1903.
Le 5 avril 1903 est mis en service le tronçon Messac-Ploërmel de la ligne de chemin de fer de Châteaubriant à Ploërmel, à voie métrique et voie unique ; elle dessert les gares de Guipry, Pipriac-Lohéac, Maure, Brulais, Guer, Port-Sec de Porcaro et Augan.

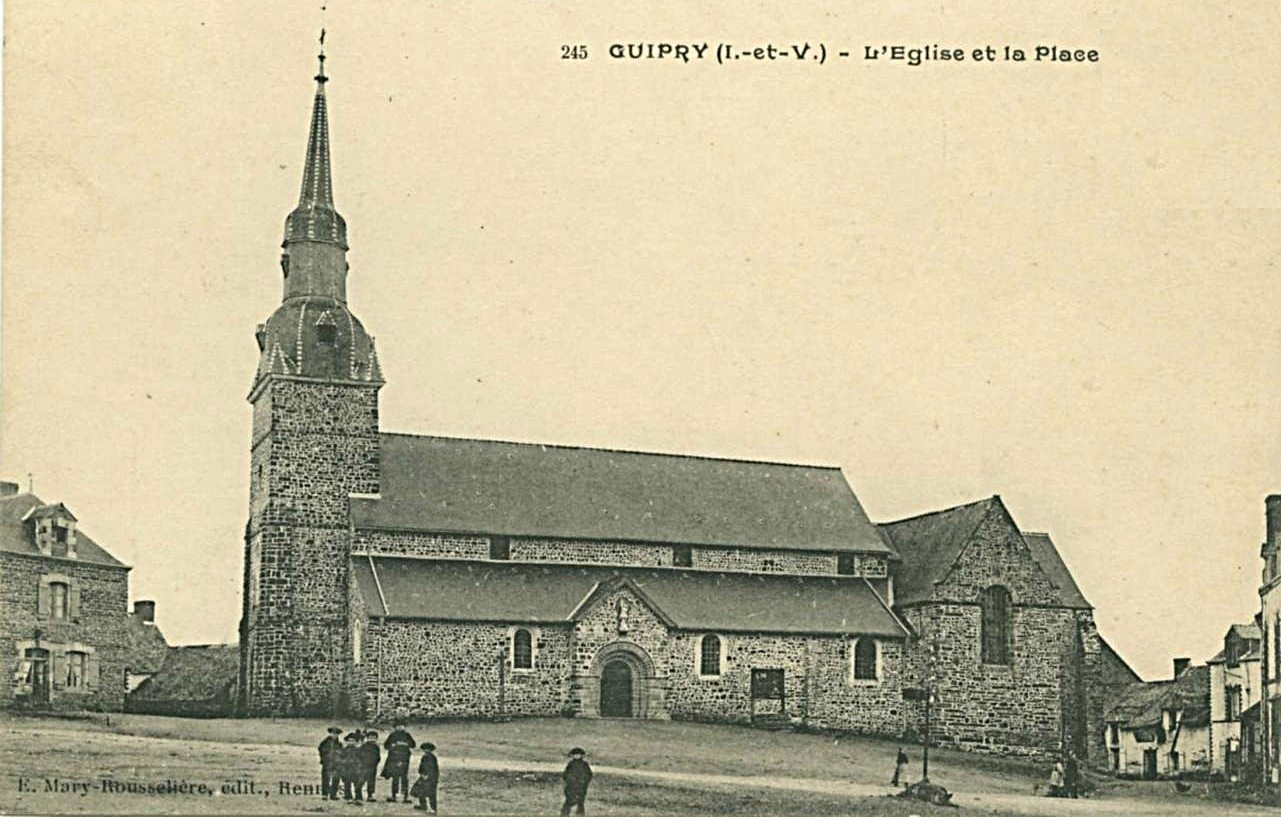
L'église et la place de l'église au début du XXe siècle (carte postale Mary-Rousselière).
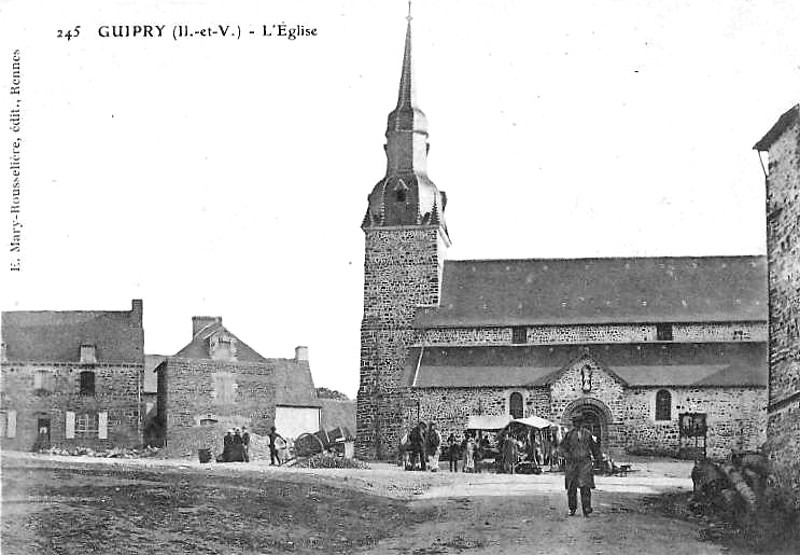
La Place de l'Église au début du XXe siècle (carte postale).
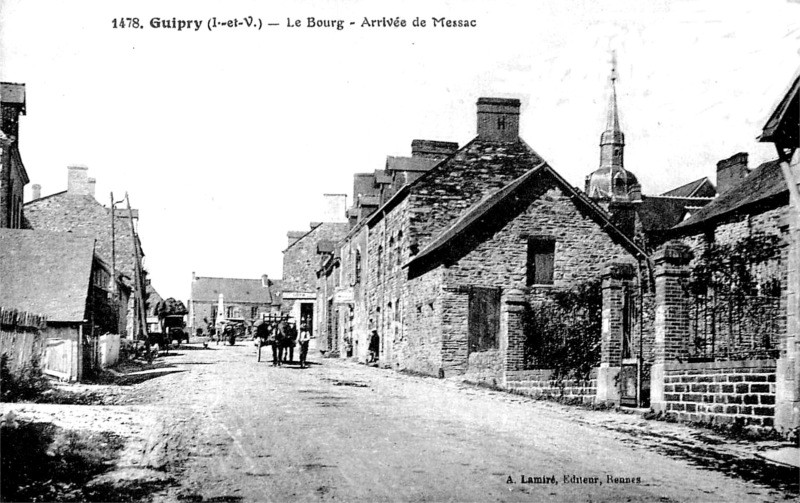
Guipry ː la route de Messac au début du XXe siècle (carte postale).
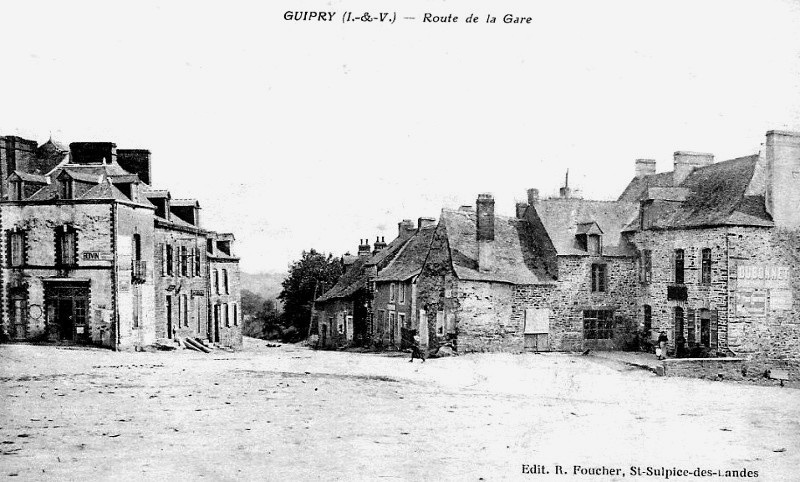
Guipry : la Route de la Gare au début du XXe siècle (carte postale).
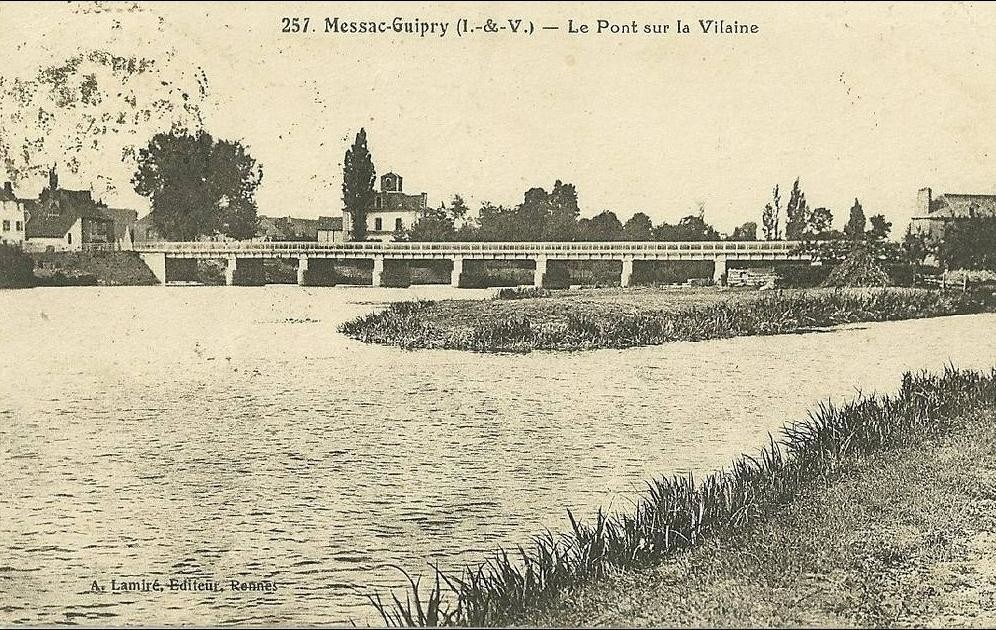
Le pont routier entre Guipry et Messac au début du XXe siècle (carte postale).
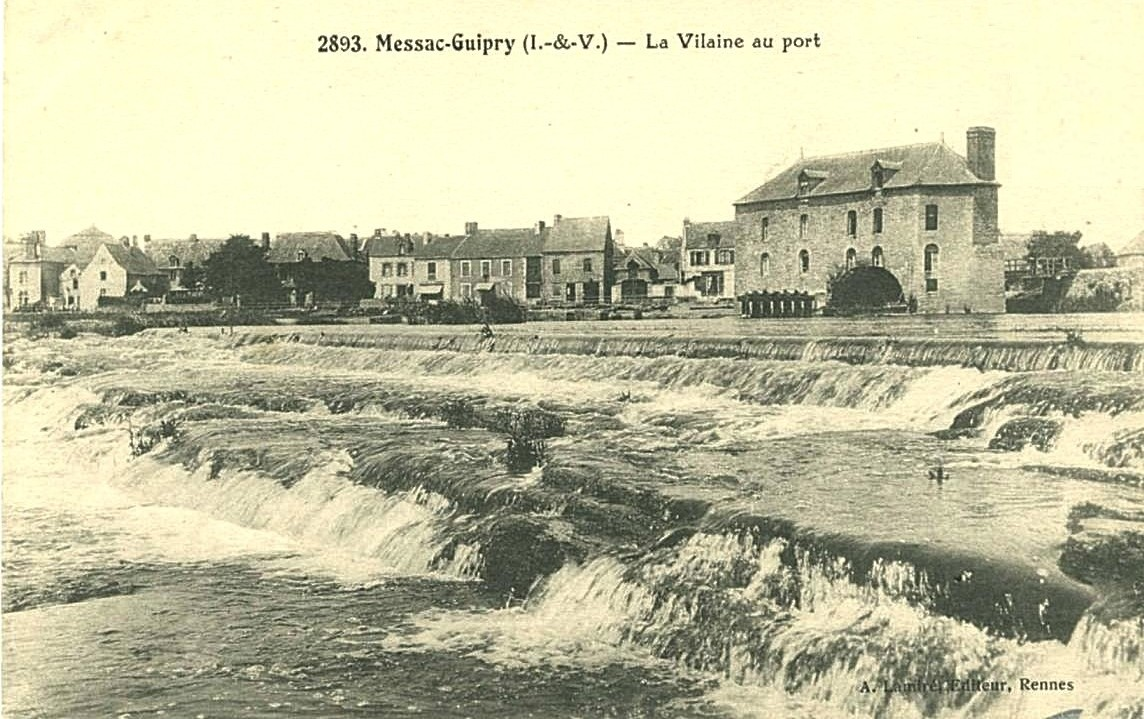
La Vilaine et le moulin de Guipry au début du XXe siècle (carte postale).
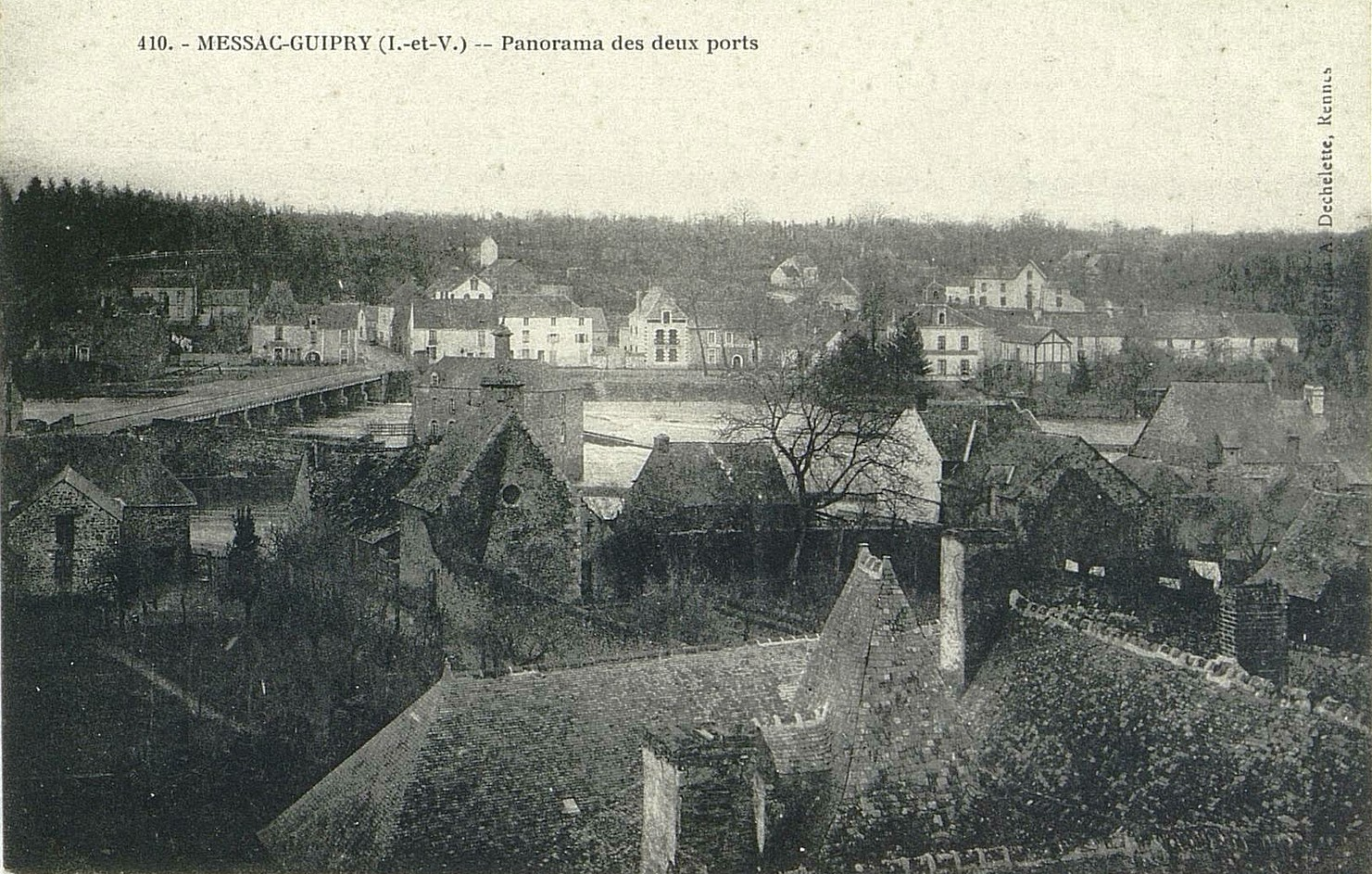
Les deux ports de Messac et Guipry au début du XXe siècle (carte postale).

Des fêtes nautiques étaient organisées chaque année, associant les deux communes de Messac et Guipry : celles du 1er juillet 1906 par exemple connurent une forte affluence. Celles organisées le 15 septembre 1907 également: parmi les bateaux qui défilèrent, la Mouette, une reconstitution d'un bateau revenant du Pôle nord « tout chargé de glace, ayant à son bord des Esquimaux capturés dans le pays [sic], des oiseaux et des bêtes fauves de toute sorte ». Le curé de Messac, Perroteau, s'opposa à ces fêtes : en 1906, il refusa l'absolution aux jeunes filles ayant participé au défilé (dont le thème était "Noce bretonne" ; en 1907 il imposa comme pénitence aux jeunes filles venant se confesser pour le 15 août de ne pas assister aux fêtes et fit faire des prières aux enfants de l'école libre pour qu'il pleuve le jour des fêtes.
Un décret publié en juin 1911 prononce la fermeture d'un certain nombre d'écoles congréganistes, qui sont laïcisées : parmi elles celle des Sœurs de la Providence de Ruillé-sur-Loir à Guipry.

#### La Première Guerre mondiale
Le monument aux morts de Guipry porte les noms de 145 soldats morts pour la France pendant la Première Guerre mondiale. Parmi eux 4 sont morts en Belgique (Joseph Sacquet dès le 21 août 1914 à Auvelais et Joseph Jouniaut le lendemain à Virton, Auguste Thébault et François Geffray le même jour le 25 avril 1915, le premier à Lizerne en Zuydschoote, le second à Boezinge) ; Aimé Tanguy est mort le 7 août 1915 lors de la bataille de Sedd-Ul-Bahr en Turquie ; François Vallée, marsouin, est mort le 28 octobre 1916 dans l'actuelle Macédoine du Nord ; Marcel Harel est mort accidentellement en mer le 4 février 1917 au large de la Tunisie ; Joseph Lenormand le 2 août 1917 et Maxime Leboël le 29 septembre 1918, tous les deux en Grèce, et Émile Boutin le 29 octobre 1918 dans l'actuelle Macédoine du Nord sont tous les trois morts de maladie (grippe espagnole probablement) ; Jules Jouan est mort en Allemagne le 9 décembre 1918, donc près d'un mois après l'armistice ; la plupart des autres sont morts sur le sol français, dont Edmond Bodiguel, Auguste Jamoneau, Louis Jan et Pierre Jouade, tous les quatre décorés à la fois de la Médaille militaire et de la Croix de guerre, Joseph Ravache et François Roslais, décorés tous les deux de la Croix de guerre avec étoile de bronze,.
Louis Bellamy, né en 1894 à Guipry, soldat au 47e régiment d'infanterie, fut fusillé pour l'exemple le 16 mars 1915 à Sainte-Catherine (Pas-de-Calais) pour « abandon de poste suite à mutilation volontaire ».

#### L'Entre-deux-guerres
De grandioses "Fêtes de la Victoire" furent célébrées à Messac et Guipry le 20 juillet 1919.
Le monument aux morts de Guipry fut inauguré le 15 octobre 1922 ; il a la forme d'un obélisque sur socle orné de palmes et d'une croix latine et porte l'inscription "Guipry. À ses enfants morts pour la France". Une plaque commémorative portant les noms de morts de la guerre se trouve dans l'église paroissiale ainsi qu'un vitrail représentant un poilu mourant au milieu d'un village en ruines au pied du Christ en croix.

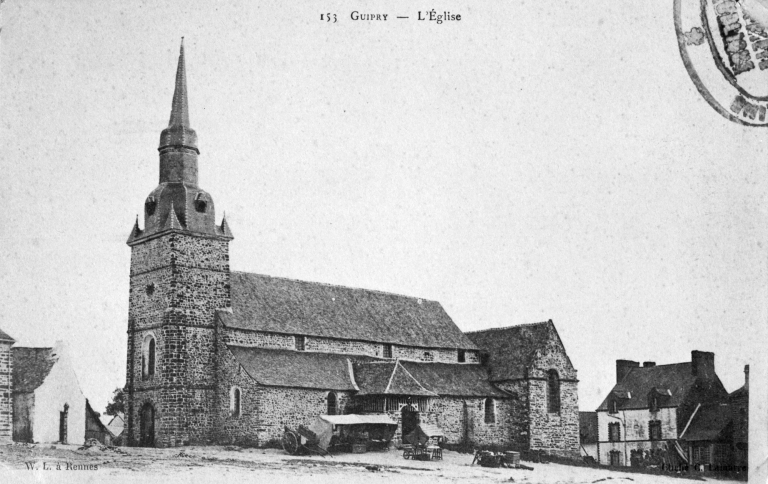
Vue générale sud de l'église dans la première moitié du XXe siècle.
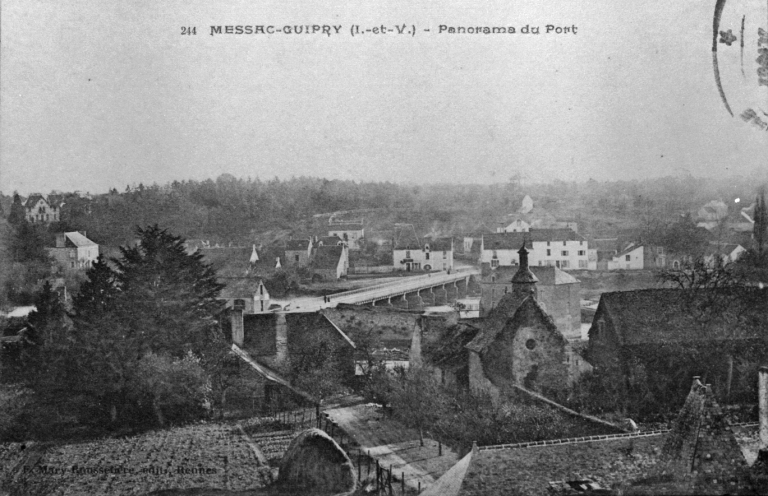
Le quartier du port dans la première moitié du XXe siècle.

Les inondations des 3 au 5 janvier 1936 furent importantes. Le journal L'Ouest-Éclair écrit que « le port de Messac-Guipry voit l'eau sans cesse augmenter le volume de ses bassin, et la rivière, débordant par-dessus les quais, envahit les habitations, Dans certaines demeures (..) l'eau atteint cinquante à soixante centimètres. Nombreuses sont les maisons qui sont bloquées (..). Dans Messac, transformée en cité lacustre, les barques , hier après-midi, sillonnaient le fleuve tourbillonnant ». Le pic de crue atteignit à Guipry 3,13 m le 4 janvier, dépassant le niveau atteint lors de la crue de janvier 1910. Ces inondations firent d'énormes dégâts. Déjà le 23 janvier 1919 la Vilaine avait déjà débordé, la route reliant Messac à Guipry avait été entièrement couverte et l'eau était entrée dans les maisons situées en bordure de la rivière, la crue atteignant 1,92 m ce matin-là contre 1,52 m le soir précédent et le 5 janvier 1931 la plupart des maisons du port de Guipry furent inondées, la crue atteignant un pic de 3,12 m à 10 heures du matin et l'eau dans certaines maisons une hauteur de 1,50 m.

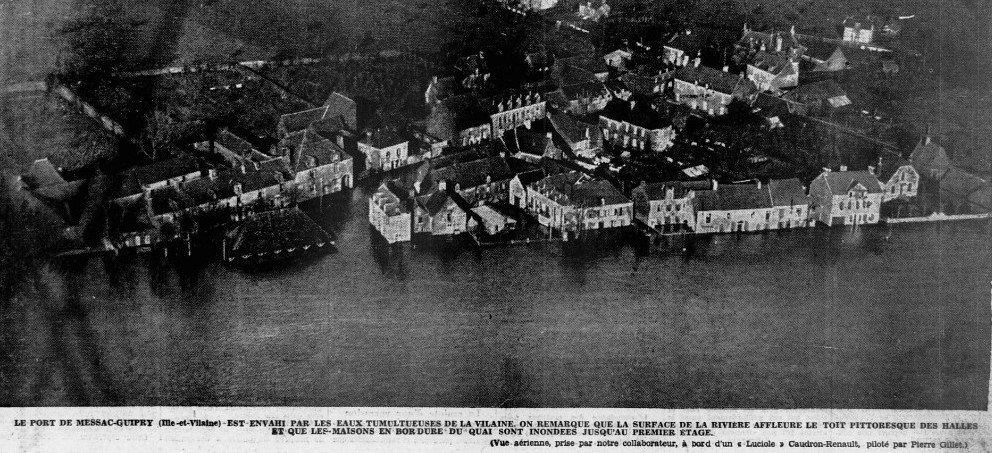
Photographie des inondations provoquées par la crue de la Vilaine des 3 et 4 janvier 1936 à Messac-Guipry (journal L'Ouest-Éclair du 5 janvier 1936).

Un club de football, l'US Guipryenne (dénommé U.S. Messac-Guipry jusqu'en 1936), existait dans la décennie 1930.

#### La Seconde Guerre mondiale

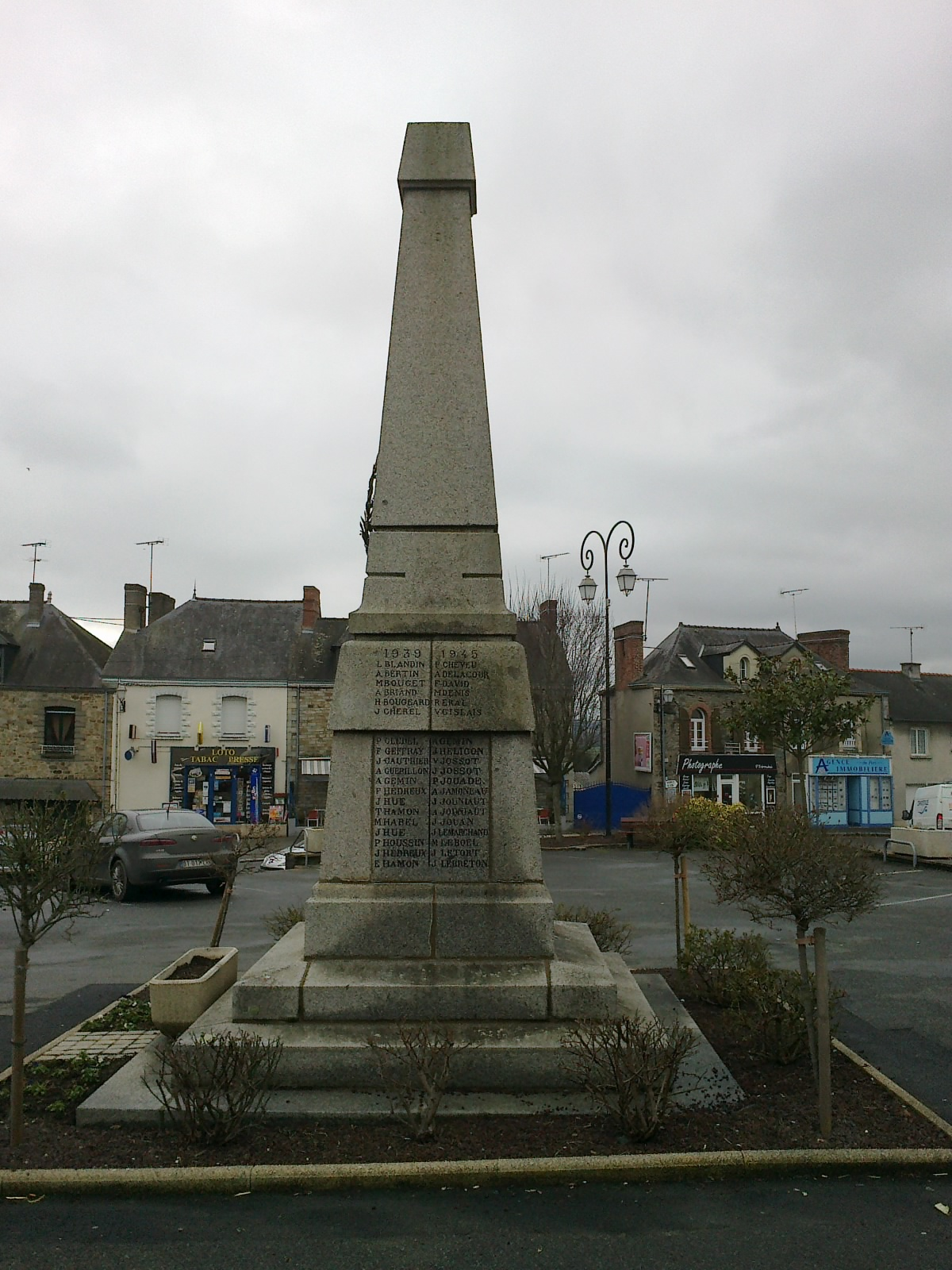
Le monument aux morts de Guipry : la liste des morts pour la France pendant la Seconde Guerre mondiale.

Le monument aux morts de Guipry porte les noms de 24 personnes mortes pour la France pendant la Seconde Guerre mondiale ; parmi elles, à titre d'exemples, Joseph Chérel, soldat mort en Belgique au printemps 1940;  Alphonse Bertin, mort lors du naufrage du torpilleur Siroco lors de la bataille de Dunkerque le 31 mai 1940 ; Étienne de Tabouarn, médecin, décédé 
le 7 novembre 1942 lors du bombardement de l'hôpital de Brest ; Marcel Bouget, résistant, est fusillé le 25 mai 1944 au port de Guipry.
Le journal L'Ouest-Éclair du 6 décembre 1940 publie un article faisant l'éloge de l'instituteur du hameau de Chaumeray, peuplé d'environ 300 habitants, qui prit l'initiative d'une collecte de nourriture pour les prisonniers de guerre.

#### L'après-Seconde-Guerre-mondiale
Un soldat originaire de Guipry, René Letertre, est mort pendant la guerre d'Algérie.
Le trafic fluvial, qui avait déjà décliné pendant l'Entre-deux-guerres, agonise après la Seconde Guerre mondiale, cessant dans la décennie 1970. C'est la fin de la batellerie à Guipry, seul subsistant un modeste trafic lié à la plaisance.

### LeXXIesiècle

#### La fusion avecMessac
Au 1er janvier 2016, la commune a fusionné avec la commune voisine de Messac, pour former la commune nouvelle de Guipry-Messac.

## Héraldique
| Armes de Guipry | Les armes de Guipry se blasonnent ainsi : Écartelé : au 1) d’azur au chef coupé de sinople et d’argent, à la nef aussi d’argent voguant sur une mer du même et brochant sur l'argent du chef, aux 2) et 3) d’or au filet en sautoir de gueules cantonné de quatre étoiles de sable, au 4) d’azur au chef coupé de sinople et d’argent, à la tente adextrée d'un feu brochant sur une nuée, le tout aussi d'argent, brochant sur l'argent du chef. |

## Politique et administration

### Résultats politiques

#### Élection présidentielle de 2007
Au premier tour de l'élection présidentielle de 2007, on remarque que les résultats restent proches de la moyenne nationale. 

Ségolène Royal totalisant 25,77 % des suffrages, se place derrière Nicolas Sarkozy, qui rassemble 27,94 % des électeurs.
Résultats de l'élection au premier tour :
|                                   | Candidat | Nicolas Sarkozy | Ségolène Royal | François Bayrou | Jean-Marie Le Pen | Olivier Besancenot | Philippe de Villiers | Arlette Laguiller | Frédéric Nihous | Dominique Voynet | José Bové | Marie-George Buffet | Gérard Schivardi |
| --------------------------------- | -------- | --------------- | -------------- | --------------- | ----------------- | ------------------ | -------------------- | ----------------- | --------------- | ---------------- | --------- | ------------------- | ---------------- |
| À Guipry :                        | %        | 27,94           | 25,77          | 20,67           | 10,76             | 5,57               | 3,40                 | 1,51              | 1,32            | 1,18             | 0,80      | 0,76                | 0,33             |
| Moyenne nationale :               | %        | 31,18           | 25,87          | 18,57           | 10,44             | 4,08               | 2,23                 | 1,33              | 1,15            | 1,57             | 1,32      | 1,93                | 0,34             |
| Source : ministère de l'Intérieur |          |                 |                |                 |                   |                    |                      |                   |                 |                  |           |                     |                  |

Résultats au second tour : 50,10 % pour Nicolas Sarkozy, 49,90 % pour Ségolène Royal, 86,67 % de participation.

#### Élections cantonales de 2011
La ville de Guipry participe aux élections cantonales de 2011, faisant partie du canton de Pipriac.
Résultats des élections au premier tour :

Lors du premier tour de ces élections cantonales, le taux d'abstention était de 58,24 % soit 1421 inscrits sur 2440.

Enfin 3,14 % des suffrages étaient blancs.
| A Guipry :                        | %    | 35,06 | 30,40 | 20,36 | 10,94 | 3,24 |
|                                   | Voix | 346   | 300   | 201   | 108   | 32   |
| Canton :                          | %    | 35,33 | 33,73 | 16,64 | 11,80 | 2,50 |
| Source : Ministère de l'Intérieur |      |       |       |       |       |      |

À la fin du premier tour les candidats, Alain-François Lesacher avec 35,33 % des votes du canton et Franck Pichot 33,73 %, se retrouvent en ballottage pour le second tour.
Résultats des élections au second tour :

Lors du premier tour de ces élections cantonales, le taux d'abstention était à Guipry de 56,35 % soit 1375 inscrits sur 2440.

Enfin 5,73 % des suffrages étaient blancs.
| A Guipry :                        | %    | 55,38 | 44,62 |
|                                   | Voix | 556   | 448   |
| Canton :                          | %    | 58.89 | 41.11 |
| Source : Ministère de l'Intérieur |      |       |       |

## Démographie

### Évolution démographique
L'évolution du nombre d'habitants est connue à travers les recensements de la population effectués dans la commune depuis 1793. À partir du 1er janvier 2009, les populations légales des communes sont publiées annuellement dans le cadre d'un recensement qui repose désormais sur une collecte d'information annuelle, concernant successivement tous les territoires communaux au cours d'une période de cinq ans. 
Pour les communes de moins de 10 000 habitants, une enquête de recensement portant sur toute la population est réalisée tous les cinq ans, les populations légales des années intermédiaires étant quant à elles estimées par interpolation ou extrapolation. Pour la commune, le premier recensement exhaustif entrant dans le cadre du nouveau dispositif a été réalisé en 2004,.
En 2013, la commune comptait 3 744 habitants, en évolution de +6,42 % par rapport à 2008 (Ille-et-Vilaine : +5,61 %, France hors Mayotte : +2,49 %).
| 1793  | 1800  | 1806  | 1821  | 1831  | 1836  | 1841  | 1846  | 1851  |
| ----- | ----- | ----- | ----- | ----- | ----- | ----- | ----- | ----- |
| 2 560 | 2 667 | 2 955 | 2 988 | 3 212 | 3 251 | 3 272 | 3 208 | 3 270 |

| 1856  | 1861  | 1866  | 1872  | 1876  | 1881  | 1886  | 1891  | 1896  |
| ----- | ----- | ----- | ----- | ----- | ----- | ----- | ----- | ----- |
| 3 206 | 3 188 | 3 381 | 3 236 | 3 211 | 3 323 | 3 308 | 3 356 | 3 366 |

| 1901  | 1906  | 1911  | 1921  | 1926  | 1931  | 1936  | 1946  | 1954  |
| ----- | ----- | ----- | ----- | ----- | ----- | ----- | ----- | ----- |
| 3 403 | 3 400 | 3 236 | 2 886 | 2 800 | 2 779 | 2 801 | 2 653 | 2 565 |

| 1962  | 1968  | 1975  | 1982  | 1990  | 1999  | 2004  | 2009  | 2013  |
| ----- | ----- | ----- | ----- | ----- | ----- | ----- | ----- | ----- |
| 2 470 | 2 530 | 2 482 | 2 525 | 2 578 | 2 991 | 3 227 | 3 623 | 3 744 |

### Structures de la population
Pyramide des âges, du dernier recensement de 2007, de la population de Guipry.
| \| Hommes \| Classe d’âge \| Femmes \| \| ------ \| ------------ \| ------ \| \| 5 \| 90 à plus \| 10 \| \| 109 \| 75 à 89 \| 162 \| \| 216 \| 60 à 74 \| 219 \| \| 352 \| 45 à 59 \| 324 \| \| 381 \| 30 à 44 \| 363 \| \| 270 \| 15 à 29 \| 250 \| \| 397 \| 0 à 14 \| 355 \| |              |        |
| Hommes | Classe d’âge | Femmes |
| 5 | 90 à plus    | 10     |
| 109 | 75 à 89      | 162    |
| 216 | 60 à 74      | 219    |
| 352 | 45 à 59      | 324    |
| 381 | 30 à 44      | 363    |
| 270 | 15 à 29      | 250    |
| 397 | 0 à 14       | 355    |

## Lieux et monuments
La commune compte un monument historique :
- le château des Champs, construit par la famille de Rosnyvinen en 1615 et considérablement agrandi au XVIIIe siècle en utilisant notamment des matériaux provenant du château de Lohéac. Le château et ses dépendances, pour leurs façades et toitures de ses tours en poivrière, ainsi que sa chapelle (elle date du XVIIIe siècle siècle), son four et ses douves, ont été inscrits au titre des monuments historiques par arrêté du 6 mai 1966[63].

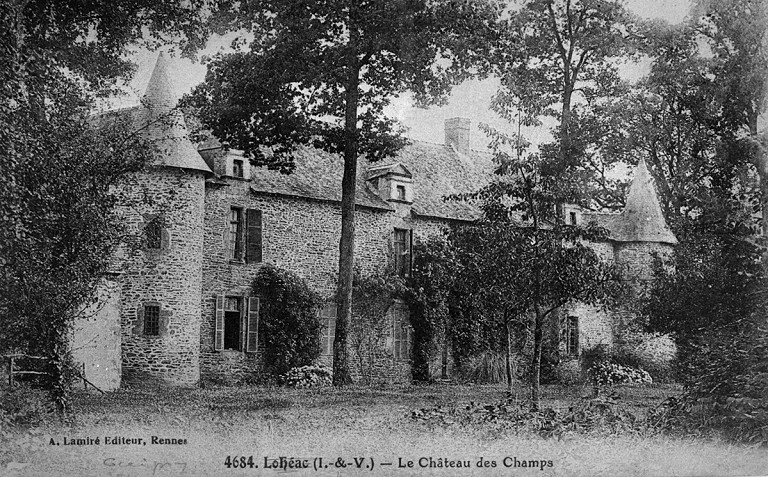
Le château des Champs au début du XXe siècle (carte postale Lamiré).
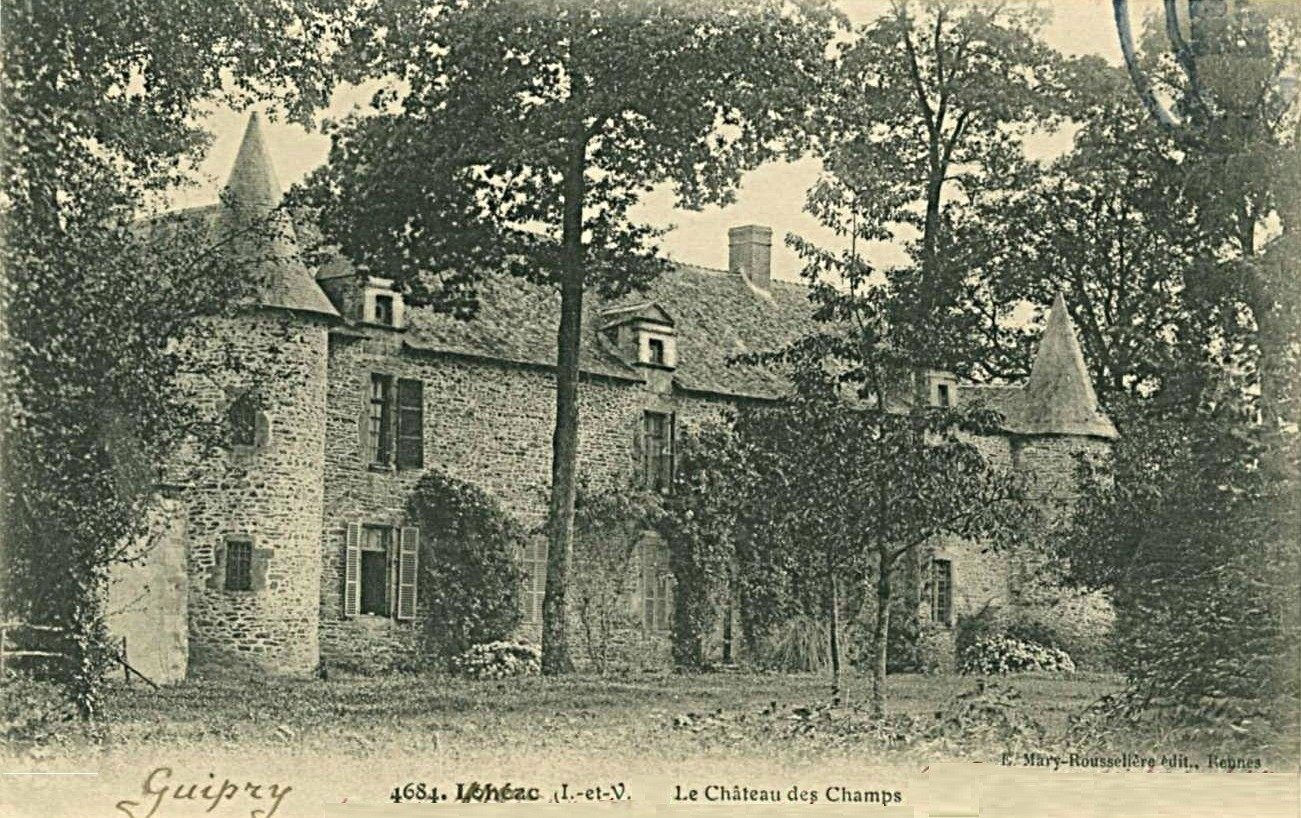
Le château des Champs au début du XXe siècle (carte postale Mary-Rousselière).

Autres monuments et sites :
- L'église Saint-Pierre, (XIe ou XIIe siècle - XXe siècle). L’existence de l’église est attestée dès 1152. Si l’église a globalement gardé sa structure romane (trois vaisseaux, plan en croix latine à chevet plat), elle a subi de nombreuses modifications depuis. Le clocher-porche fut construit au XVIIIe siècle. En 1929, l’architecte Depais fait modifier les baies et reprend totalement l’intérieur jusqu’à en rendre les dispositions d'origine difficilement lisibles. Les chapiteaux corinthiens de la nef sont sculptés à cette époque par Bouvier[64]. Les parties romanes les mieux préservées sont le porche sud à trois voussures, en réemploi, et l’extérieur du chevet plat, soutenu par trois et percé de deux étroites fenêtres de plein cintre qu’on discerne bien qu’elles aient été rebouchées (la baie murée qu'on devine au pignon fut percée ultérieurement)[65]. L'église dispose d'un abondant mobilier religieux[66].

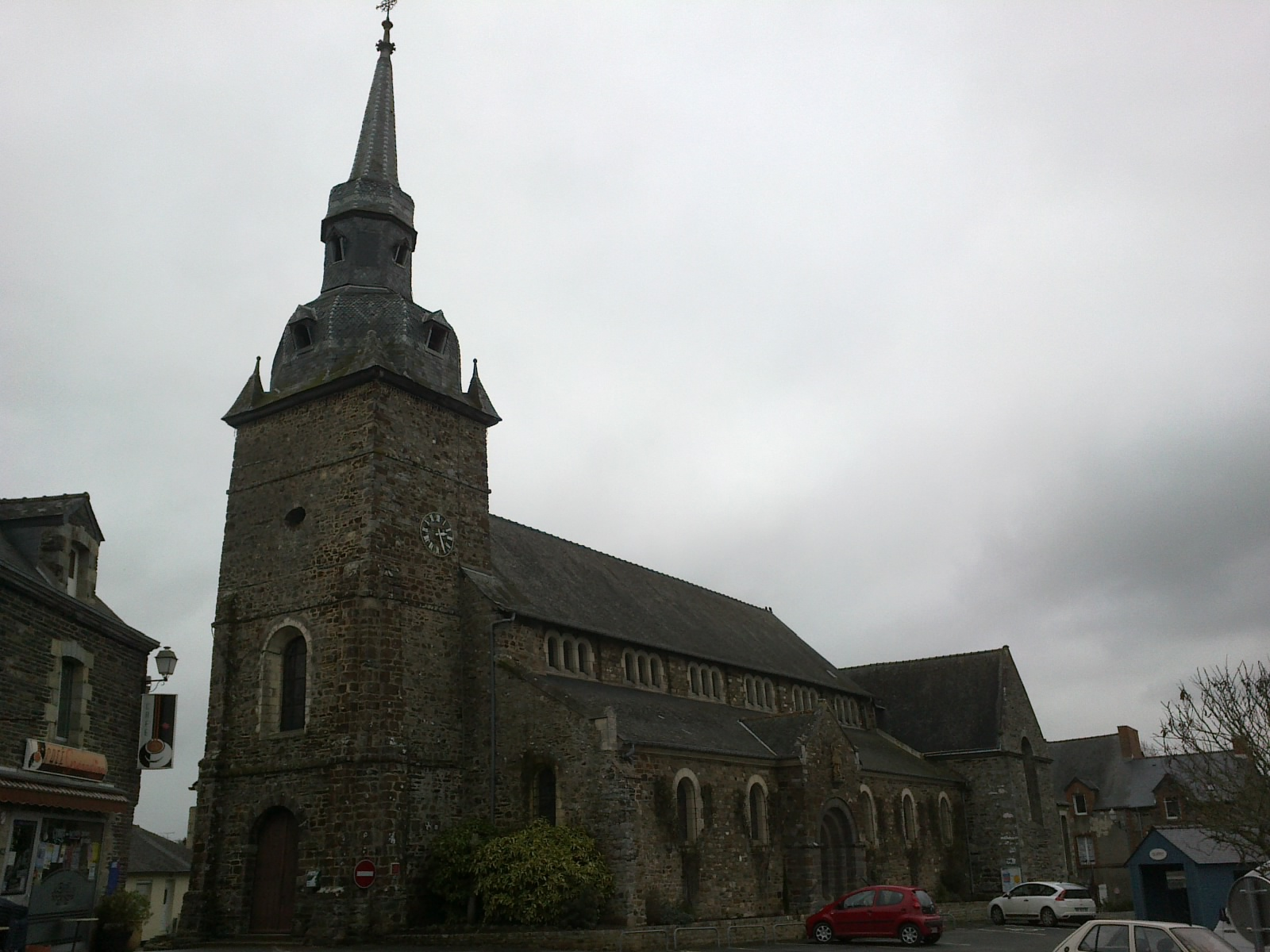
L'église Saint-Pierre.
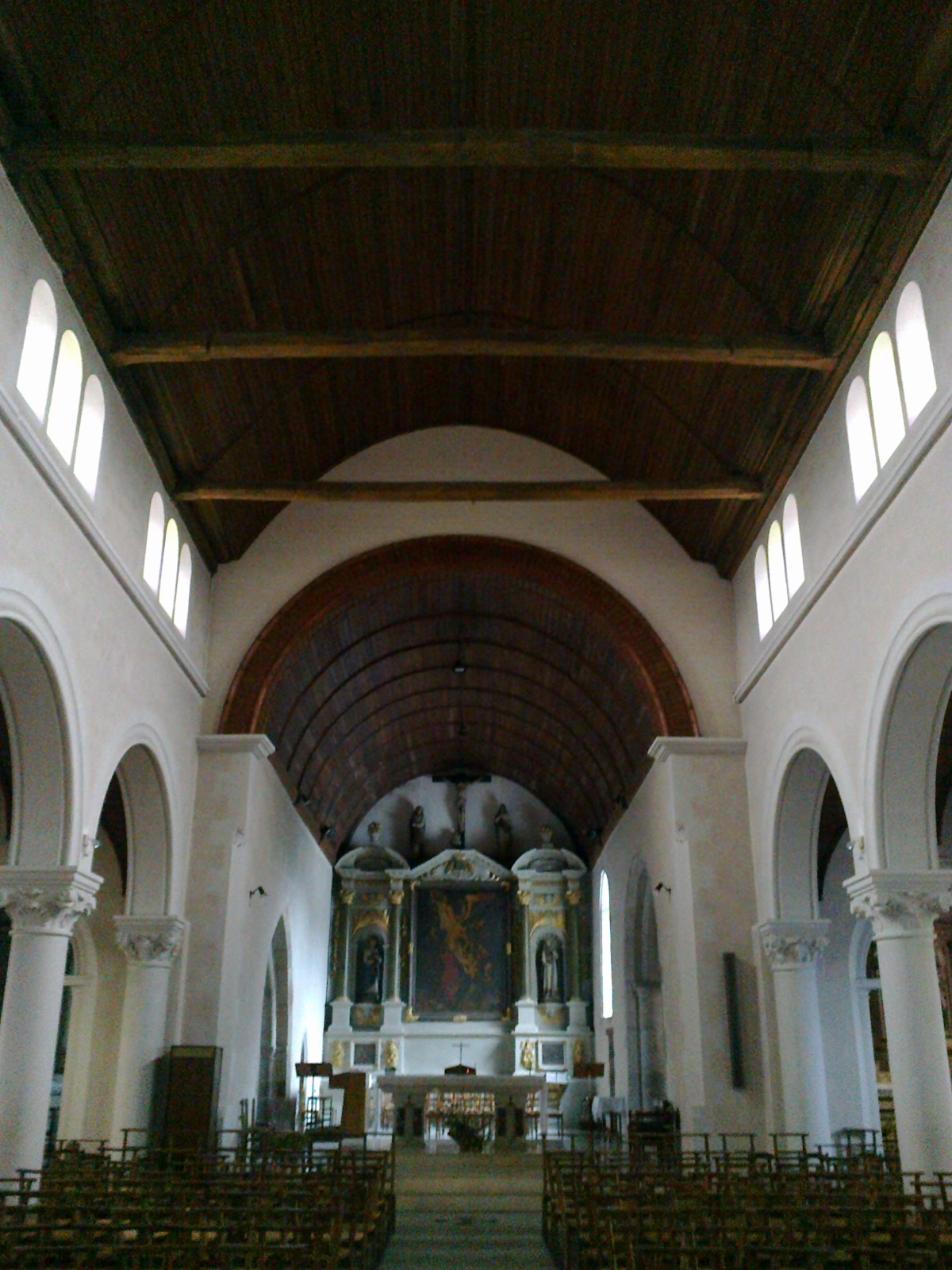
L'intérieur de l'église.

- La chapelle Notre-Dame-du-Bon-Port, construite en 1644, restaurée en 1880 par la famille Bellamy qui la possédait alors, et à nouveau au milieu du XXe siècle à la suite des destructions subies pendant la Seconde Guerre mondiale[67] ;

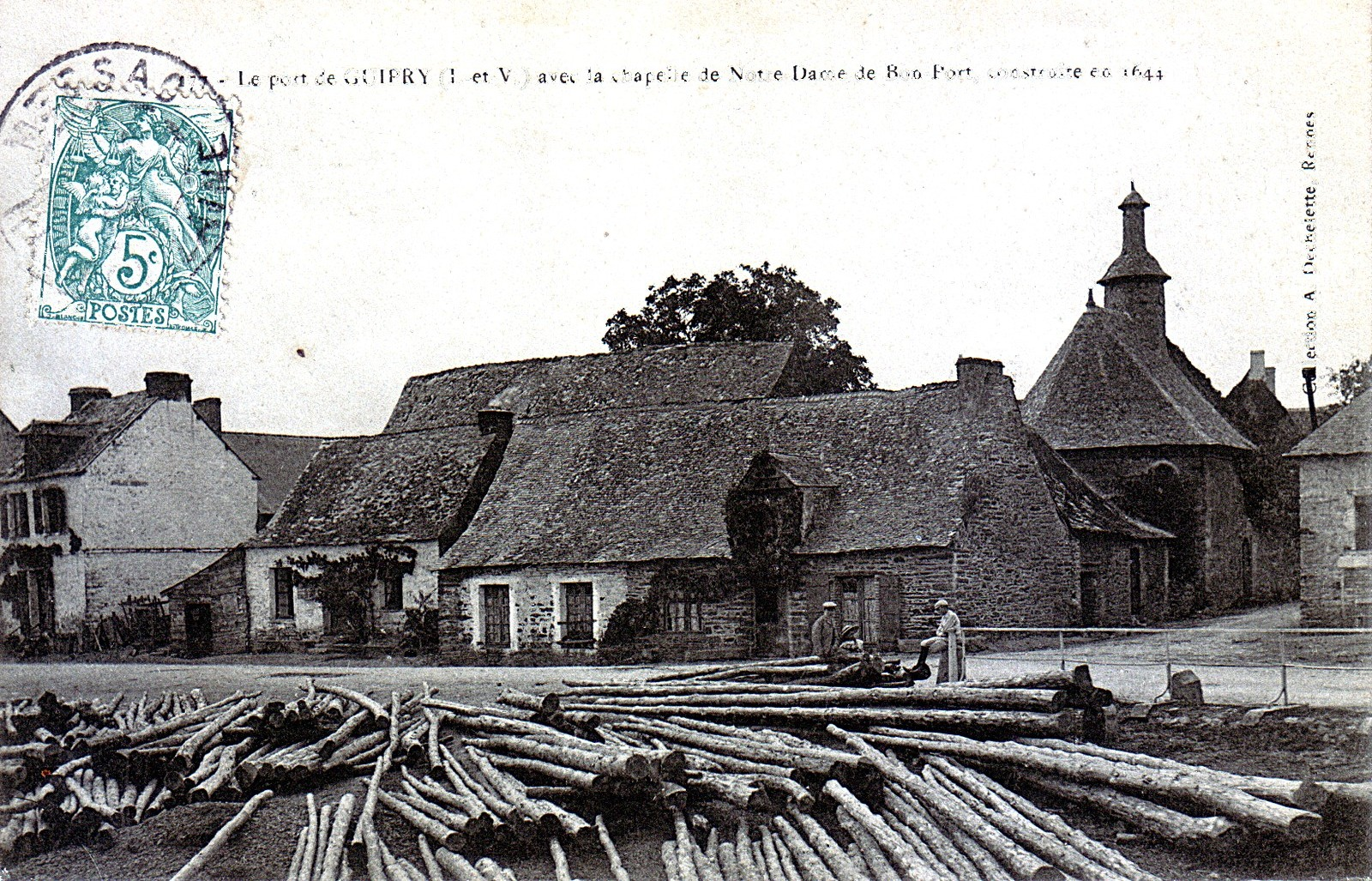
Le port (bois sur le quai) et la chapelle Notre-Dame-du-Bon-Port au début du XXe siècle (carte postale Dechelette).
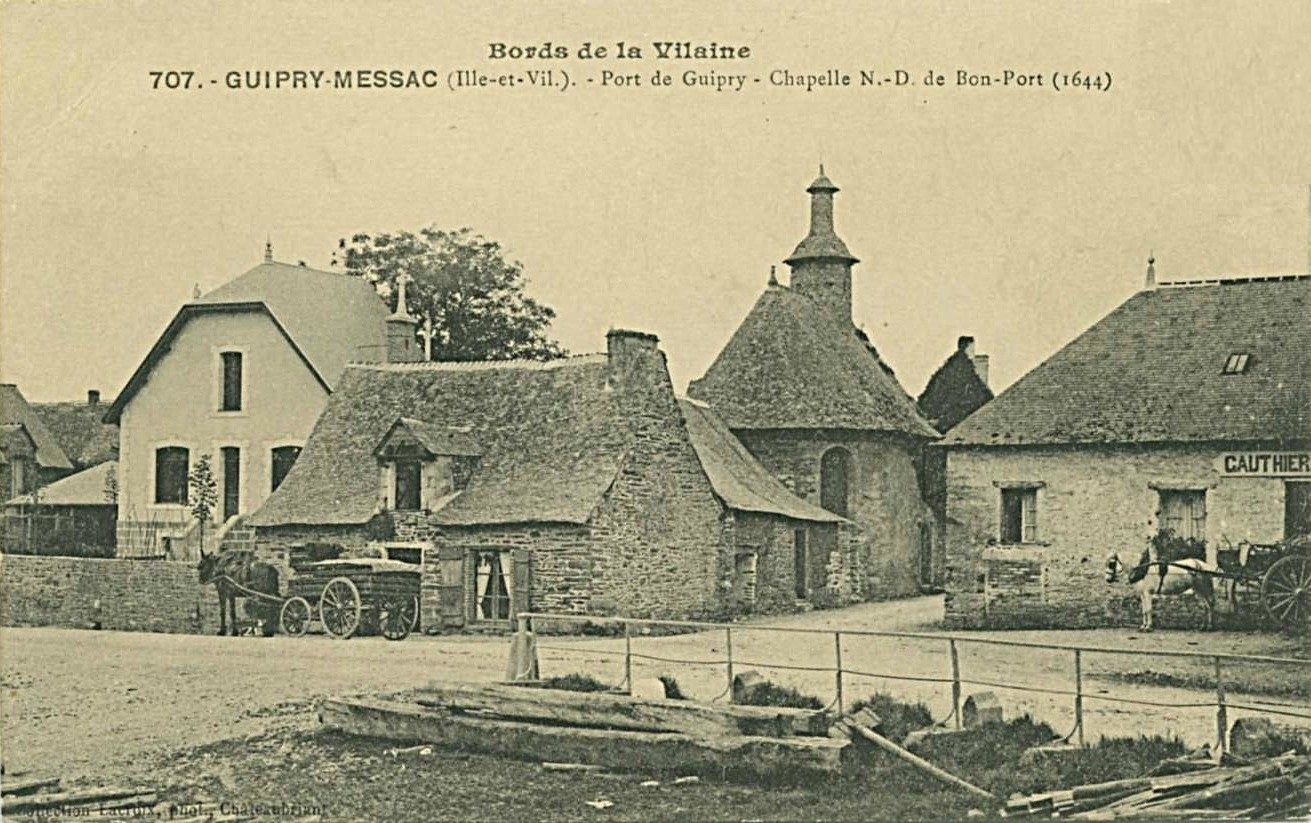
La chapelle Notre-Dame-du-Bon-Port au début du XXe siècle (carte postale Lacroix).
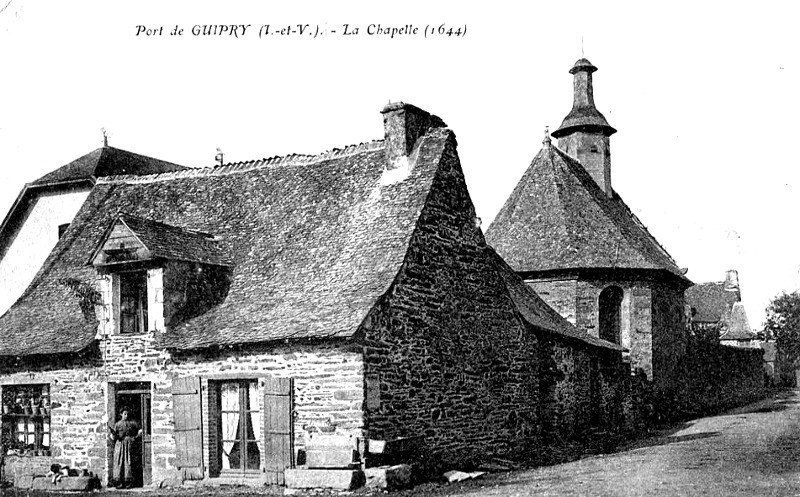
La chapelle Notre-Dame-du-Bon-Port au début du XXe siècle (carte postale).
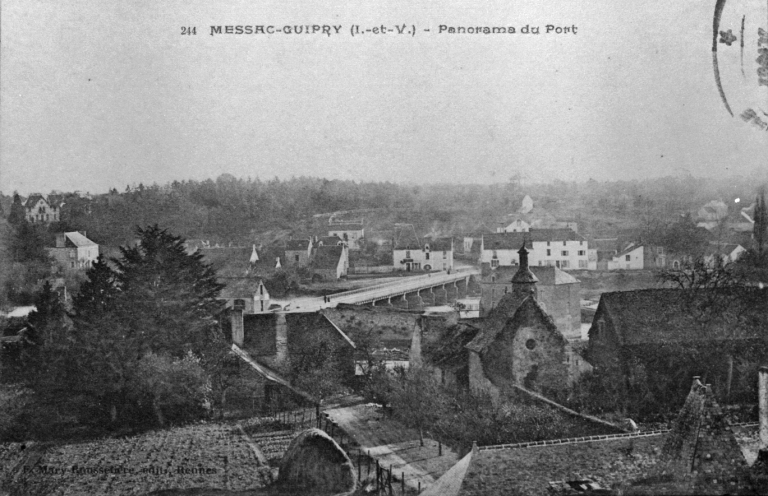
La chapelle Notre-Dame-du-Bon-Port et le pont routier sur la Vilaine au début du XXe siècle (carte postale).
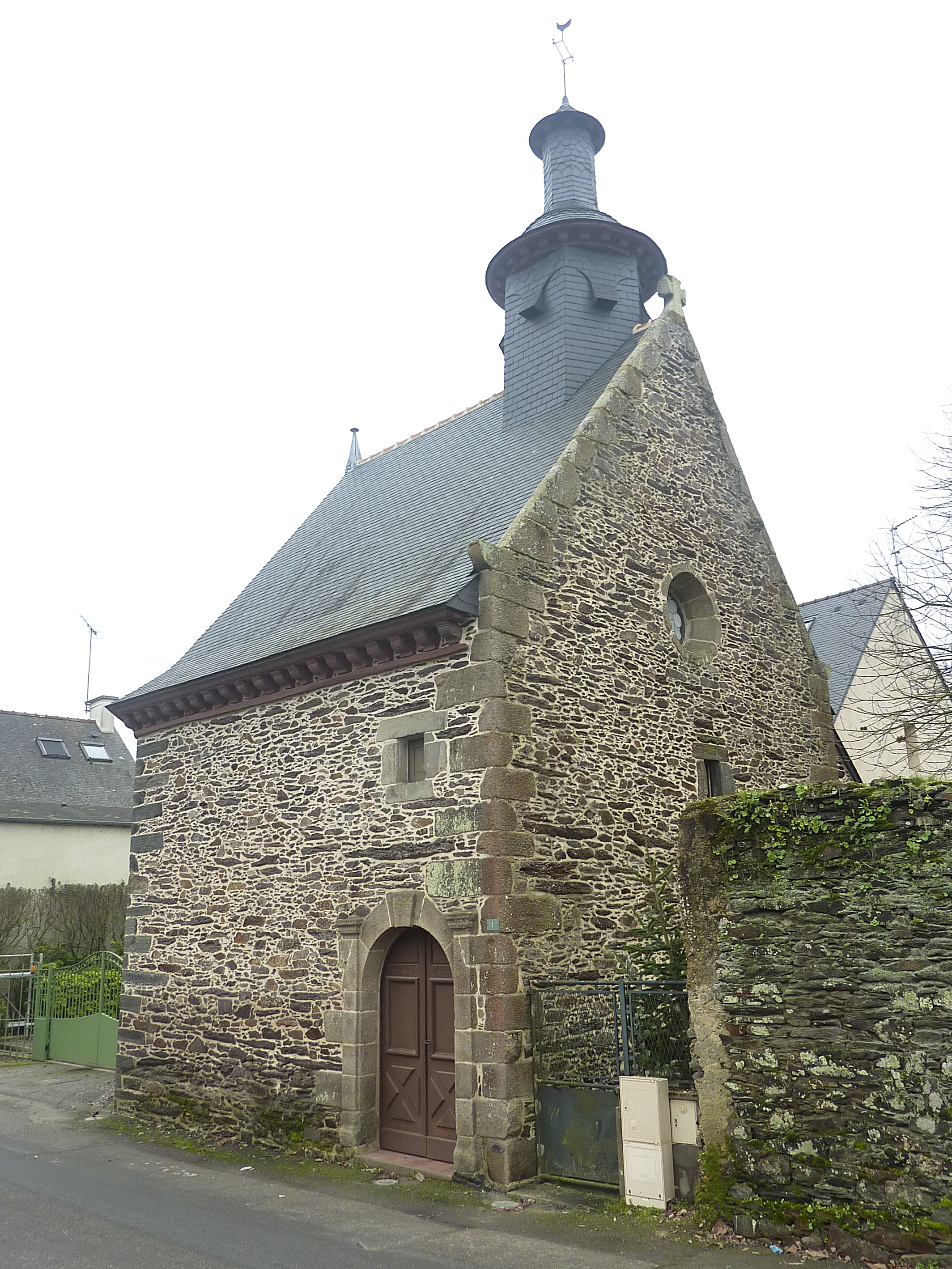
La chapelle Notre-Dame-du-Bon-Port en 2016, vue extérieure d'ensemble.
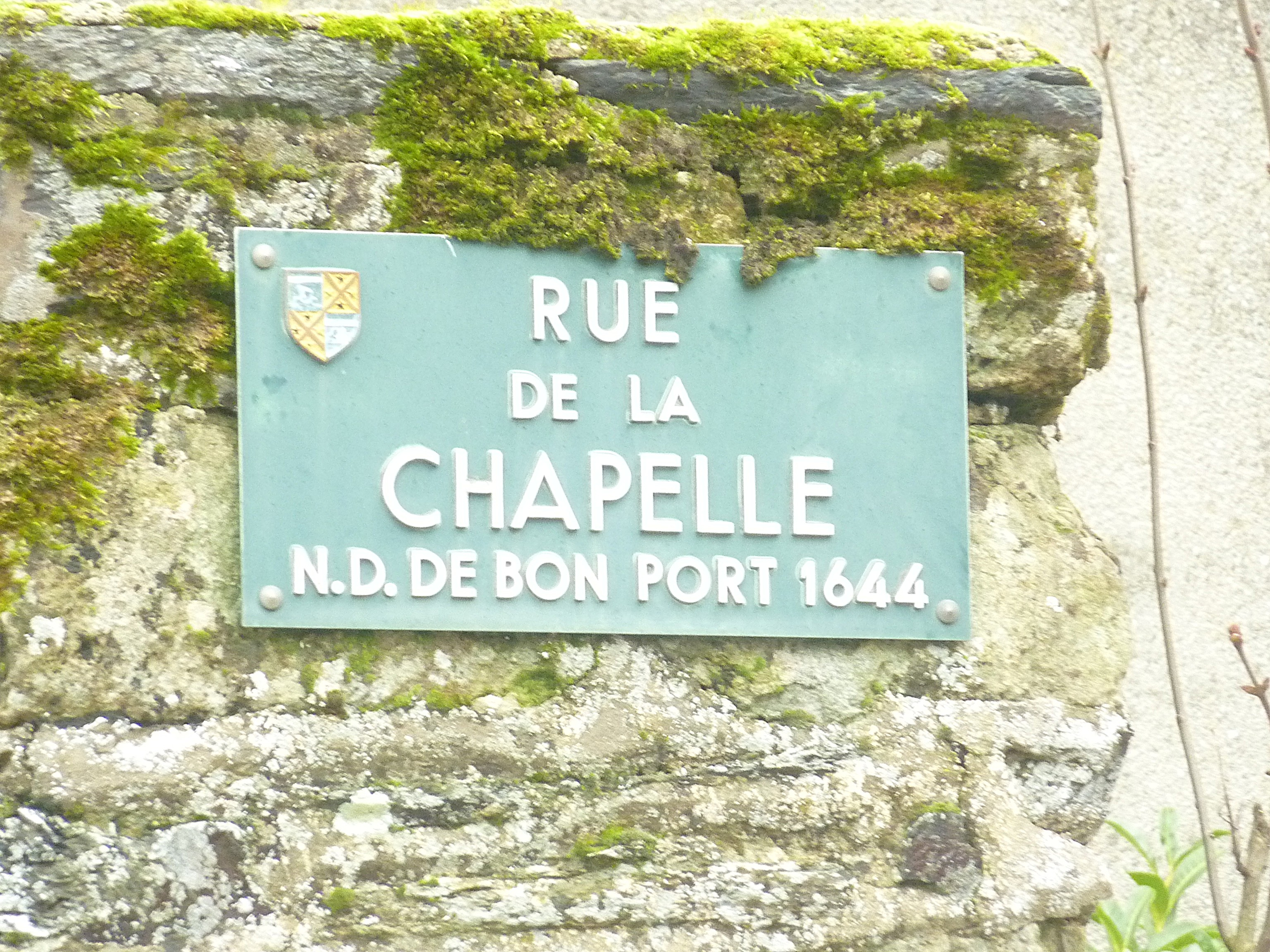
La plaque de rue de la Rue de la Chapelle (Notre-Dame-du-Non-Port, 1644).

- Le site de Baron (le château-fort de Baron est mentionné en 1089 et aurait été pris par les Anglais vers 1350[65]), possession des comtes de Laval. En 1513, Guy XVI de Laval déclare posséder « un lieu où il y a murailles et apparences de maison antique, qu'on appelle Baron, des dépendances de sa seigneurie de Lohéac » ; quelques vestiges en subsistent[68].
- Le site de Chaumeray avec la chapelle Sainte-Madeleine (ancienne chapelle frairienne datant du XVIIIe siècle, remaniée en 1837)[69] ;  elle possède un mobilier religieux d'intérêt patrimonial[70].

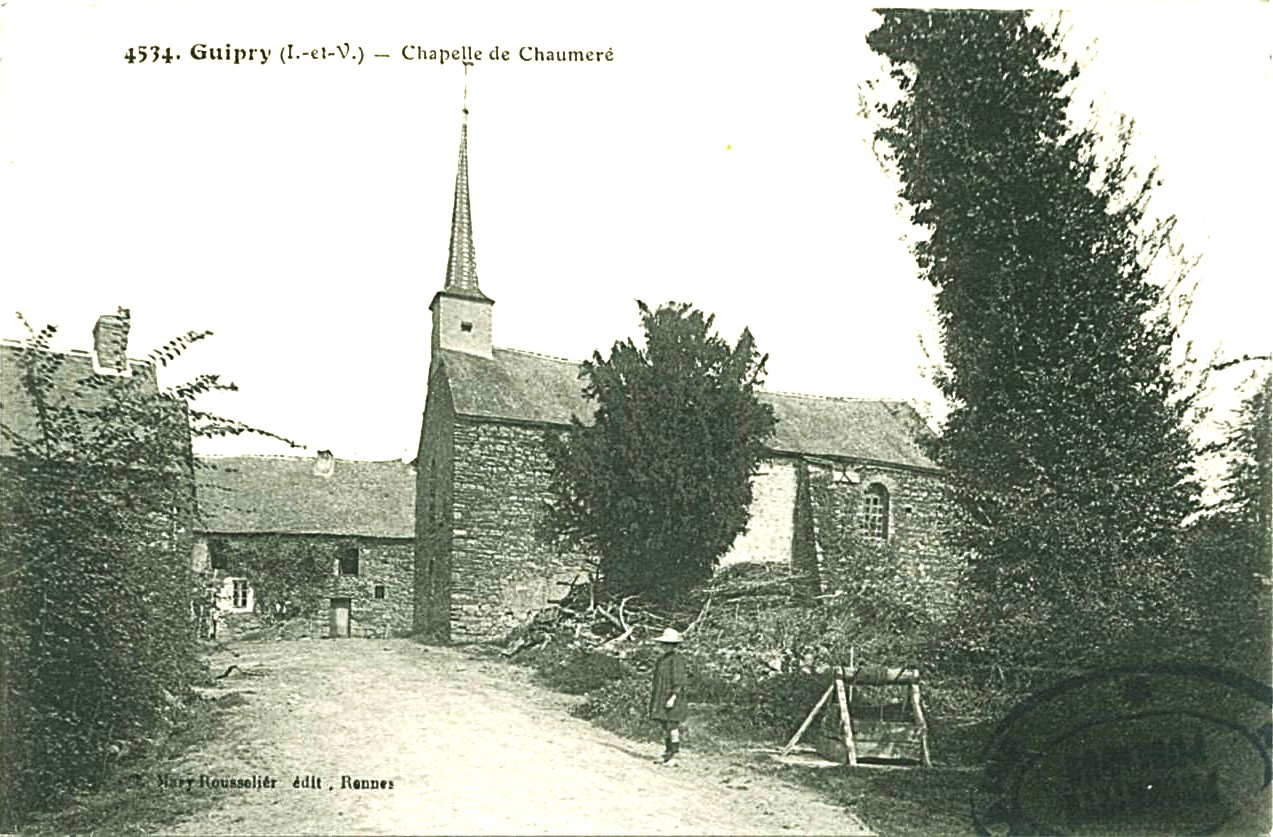
La chapelle de Chaumeray au début du XXe siècle (carte postale Mary-Rousselière).

- Le site de Corbinières
- le château de la Provôtière [Provostière] : le château actuel date du XIXe siècle, mais un manoir était déjà attesté à cet endroit en 1427[71] ;

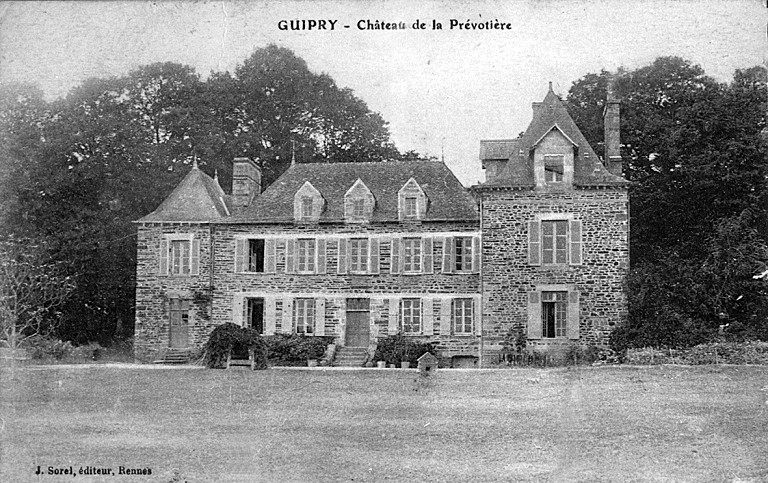
Le château de la Provôtière au début du XXe siècle (carte postale Sorel).

- Le château de la Bizaie : un ancien manoir est attesté en 1427, mais le château actuel date de la deuxième moitié du XIXe siècle[72] ;

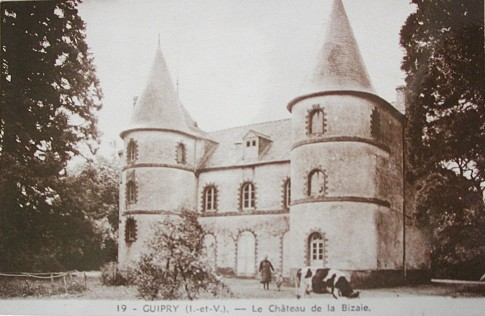
Le château de la Bizaie au début du XXe siècle (carte postale).
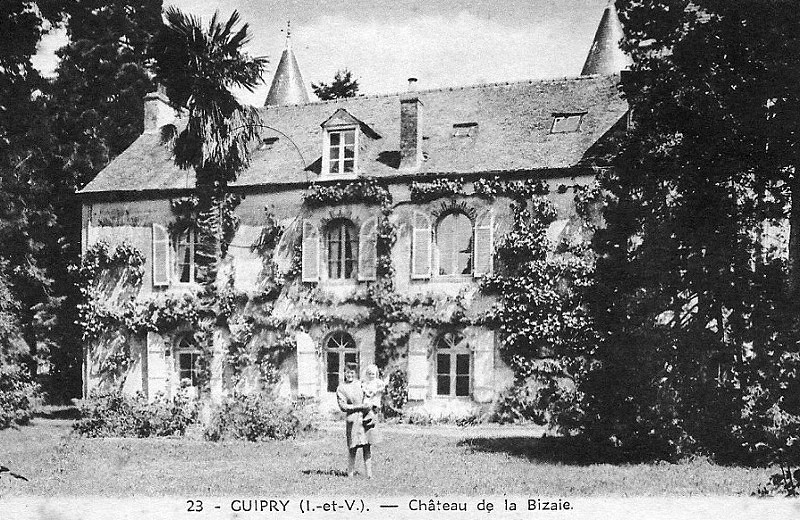
Le château de la Bizaie au début du XXe siècle (carte postale).

- L'écluse de Mâlon, construite entre 1786 et 1788, détruite par une inondation pendant l'hiver 1790-1791 et reconstruite entre 1824 et 1833[73] ;
- Le moulin de Guipry, ancien moulin à foulon construit en schiste, détruit par une crue de la Vilaine en 1859 ; transformé en minoterie au début du XXe siècle ; il a cessé son fonctionnement fin 1974[74].

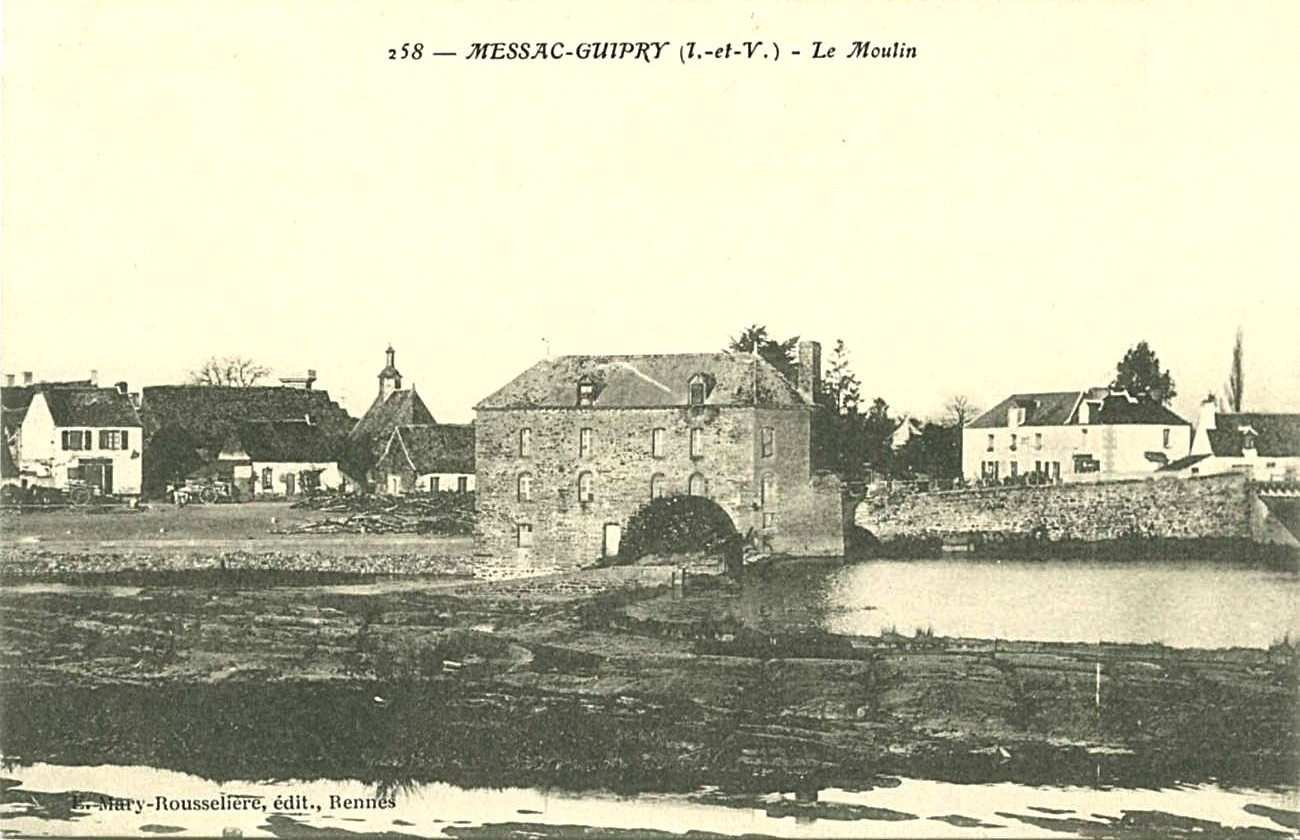
Le moulin de Guipry au début du XXe siècle (carte postale Mary-Rousselière).
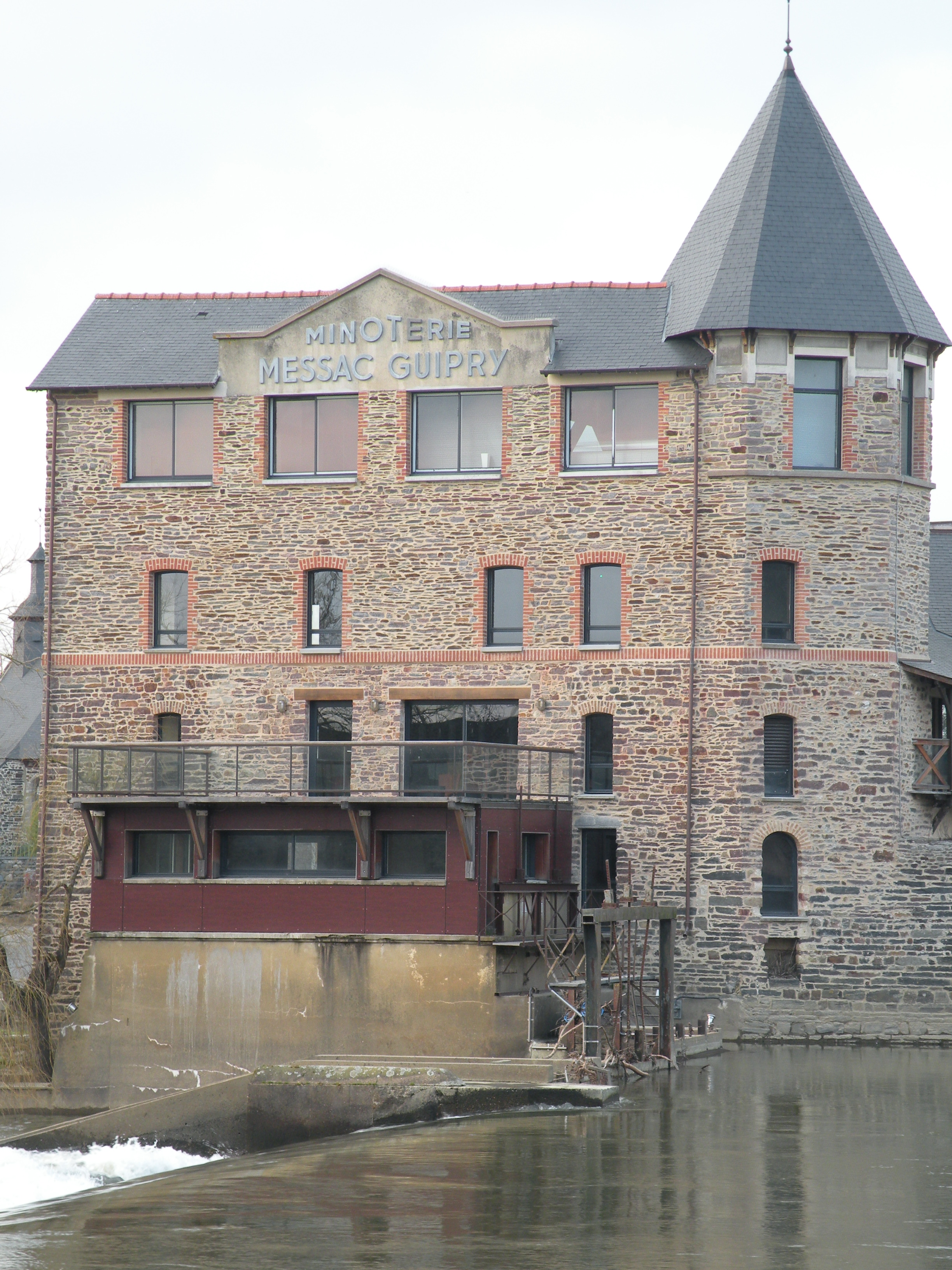
L'ancienne minoterie sur la Vilaine.

- La maison de maître du Rocher, construite au XIXe siècle[75] ;

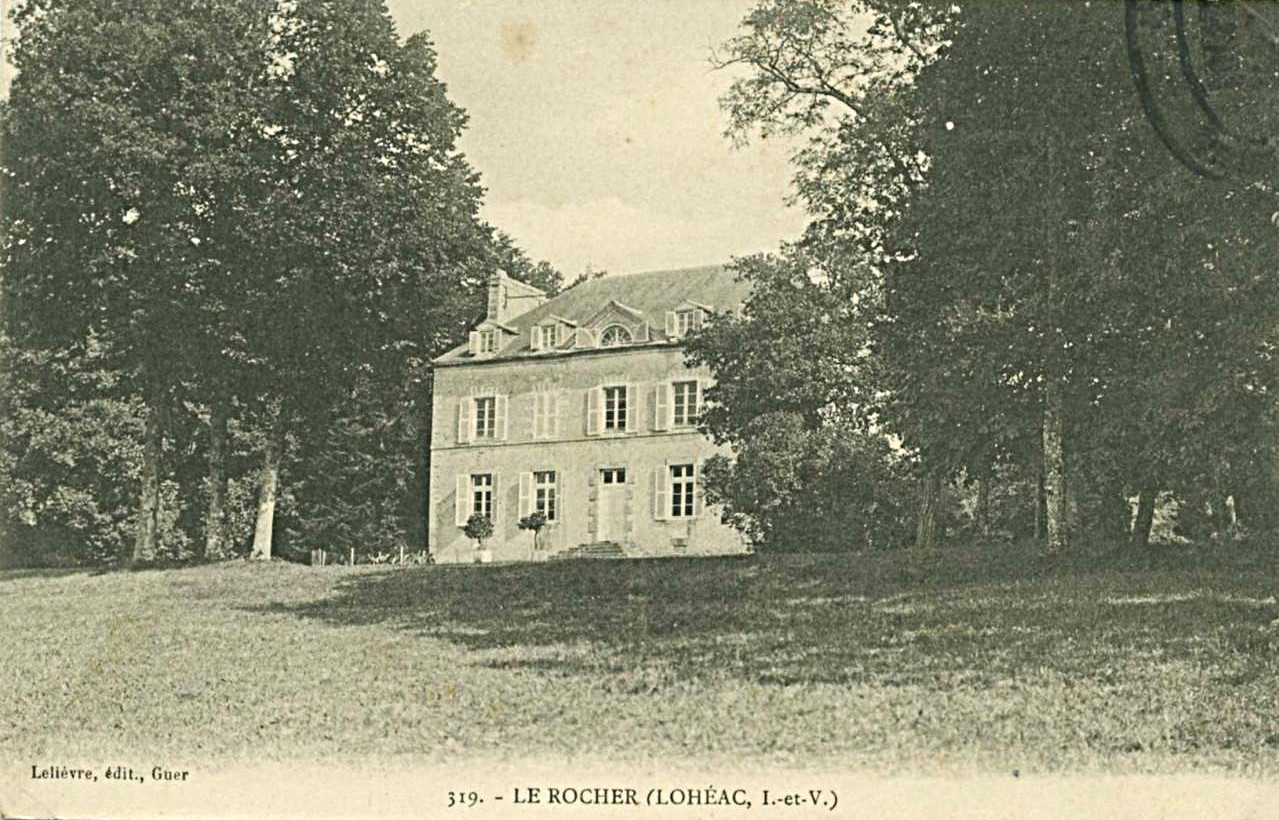
Guipry ː la maison de maître du Rocher au début du XXe siècle (carte postale Lelièvre).

## Personnalités liées à la commune
- Pierre François Janvier, sieur de La Motte, huissier du Parlement de Bretagne.
- Jean Daty, combattant guipryen français dans l'armée américaine (1778-1783).
- Augustin Rolland de Rengervé, zouave du bataillon des zouaves pontificaux.
- Hyacinthe Rolland de Rengervé, vicaire, martyr de la Révolution française.
- Pierre-Marie Hamon, né à Guipry, missionnaire en Cochinchine (1875).
- Stéphane Daniel, écrivain.
- Claude K'oullé, artiste peintre décédé en 2004, premier prix des Beaux-Arts de Rennes, lauréat de nombreux concours de peinture en France et à l'étranger.
- Michka Chramosta[76], artiste peintre, né à Teplice-Sanov en Slovaquie.
- François-Xavier Bellamy dont la famille est originaire.

## Services publics

### Enseignement
| Écoles maternelles                   | Écoles primaires                     |
| ------------------------------------ | ------------------------------------ |
| - George Sand - Saint-Michel (privé) | - George Sand - Saint-Michel (privé) |

La ville ne possédant pas de collège, les établissements les plus proches pour les écoliers sont à Bain-de-Bretagne avec les collèges, du Chêne-Vert et Saint-Joseph (privé).

À Maure-de-Bretagne avec le collège du Querpon, et à Pipriac avec le collège Saint-Joseph (privé).
Pour le lycée, c'est la même situation, les collégiens peuvent poursuivre leur scolarité à Bain-de-Bretagne, au lycée Jean-Brito ou au lycée Saint-Yves (privé).

À Bruz au lycée Anita-Conti ou dans les villes de Rennes et Redon grâce à la ligne SNCF Rennes - Redon.

### Service de secours
- La ville possède un nouveau centre de secours, situé au nord de la ville, dans la zone industrielle de Pelouaille.
- Elle possède aussi une antenne de la protection civile d'Ille-et-Vilaine, située dans l'ancien bâtiment du centre de secours.

## Vie quotidienne
De nombreux commerces se trouvent sur la commune.

### Le sport
Pour la pratique du sport, les Guipryens et Guipryennes disposent d'une multitude d'activités sportives :
- Badminton
- Tennis
- Volley-ball
- VTT
- Vélo route
- Tennis de table
- Gymnastique
- Danse
- Pétanque
- Judo
- Athlétisme
- Colombophilie

- Football en association avec la commune de Messac
- Basket en association avec les communes de Messac et La Noë-Blanche

La commune dispose d'un parcours santé, d'une piscine municipale de plein air et d'un terrain de beach-volley

### La culture
- Cinéma associatif de la commune, L'Alliance.
- Tous les deux ans, au mois de septembre, a lieu, avec l'association des communes de Messac-Guipry, le festival Riv' en Zic.